# Morti nel 1975
| Questa pagina contiene informazioni ricavate automaticamente dalle voci biografiche con l'ausilio del template Bio e di un bot. L'aggiornamento è periodico e automatico e ricostruisce completamente la pagina. Se manca una persona in questa lista, sei pregato di non aggiungerla, ma accertati piuttosto che la sua voce biografica contenga il template Bio e che i dati anagrafici siano correttamente compilati. Se il template Bio manca, inseriscilo tu stesso o, in alternativa, metti l'avviso {{tmp\|Bio}} che ne segnala la mancanza. Se i dati riportati sono sbagliati, correggi direttamente la voce biografica; le modifiche saranno visibili in questa lista entro pochi giorni. Per chiarimenti vedi il progetto biografie. La lista contiene solo le 1.250 persone che sono citate nell'enciclopedia e per le quali è stato implementato correttamente il template Bio. Pagina aggiornata al 18 ago 2025. |

## Gennaio(119)
- 1º gennaio - Kalle Anttila, lottatore finlandese (n. 1887)
- 1º gennaio - Giuseppe Bovini, archeologo italiano (n. 1915)
- 1º gennaio - Giuseppe Grigoli, allenatore di calcio e calciatore italiano (n. 1902)
- 1º gennaio - Ken Loeffler, allenatore di pallacanestro statunitense (n. 1902)
- 1º gennaio - Mary Meilak, poetessa maltese (n. 1905)
- 1º gennaio - Kyūsaku Ogino, ginecologo giapponese (n. 1882)
- 1º gennaio - Arthur Pierson, regista e attore statunitense (n. 1901)
- 2 gennaio - Robert Fein, sollevatore austriaco (n. 1907)
- 2 gennaio - Domenico Filipponi, calciatore italiano
- 2 gennaio - Theodor Osterkamp, generale e aviatore tedesco (n. 1892)
- 2 gennaio - Carl Silfverstrand, ginnasta, astista e lunghista svedese (n. 1885)
- 3 gennaio - Pierre Collet, calciatore svizzero (n. 1890)
- 3 gennaio - Robert Neumann, letterato e scrittore austriaco (n. 1897)
- 4 gennaio - Angelo Calabretta, vescovo cattolico italiano (n. 1896)
- 4 gennaio - Carlo Levi, scrittore e pittore italiano (n. 1902)
- 4 gennaio - Bob Montana, fumettista statunitense (n. 1920)
- 5 gennaio - Viktor Aničkin, calciatore sovietico (n. 1941)
- 5 gennaio - Gottlob Berger, generale tedesco (n. 1896)
- 5 gennaio - Alfredo Silva Carvallo, avvocato, politico e giornalista cileno (n. 1906)
- 6 gennaio - Noel Madison, attore statunitense (n. 1897)
- 6 gennaio - George R. Price, genetista statunitense (n. 1922)
- 7 gennaio - Newton Cardoso, allenatore di calcio e calciatore brasiliano (n. 1925)
- 7 gennaio - Fritz Erpenbeck, scrittore e attore tedesco (n. 1897)
- 7 gennaio - August Krakau, generale tedesco (n. 1894)
- 7 gennaio - Rudolf Rahn, diplomatico tedesco (n. 1900)
- 7 gennaio - Gyula Seres, calciatore ungherese (n. 1912)
- 8 gennaio - Enzo Barile, compositore italiano (n. 1907)
- 8 gennaio - John Dierkes, attore statunitense (n. 1905)
- 8 gennaio - John Gregson, attore britannico (n. 1919)
- 8 gennaio - Ragnvald Smedvik, arbitro di calcio e calciatore norvegese (n. 1894)
- 8 gennaio - Richard Tucker, tenore statunitense (n. 1913)
- 9 gennaio - Pierre Fresnay, attore francese (n. 1897)
- 9 gennaio - Pëtr Sergeevič Novikov, matematico sovietico (n. 1901)
- 10 gennaio - Giorgio Braccesi, politico italiano (n. 1900)
- 10 gennaio - Nicola Jaeger, giurista e magistrato italiano (n. 1903)
- 11 gennaio - Ferdinando Casardi, ammiraglio e politico italiano (n. 1887)
- 11 gennaio - Gino Doria, giornalista, scrittore e storico italiano (n. 1888)
- 11 gennaio - Max Lorenz, tenore tedesco (n. 1901)
- 11 gennaio - Paul Pierre Méouchi, cardinale e patriarca cattolico libanese (n. 1894)
- 11 gennaio - Giuseppe Piegari, politico italiano (n. 1892)
- 11 gennaio - Hideo Shinojima, calciatore giapponese (n. 1910)
- 12 gennaio - Yves Gandon, scrittore francese (n. 1899)
- 12 gennaio - Mike Moser, cestista canadese (n. 1952)
- 12 gennaio - Concetto Pettinato, giornalista e saggista italiano (n. 1886)
- 13 gennaio - Quirino Armellini, generale italiano (n. 1889)
- 13 gennaio - Tommaso Leonetti, nobile, politico e funzionario italiano (n. 1910)
- 13 gennaio - Luigi Rovigatti, arcivescovo cattolico italiano (n. 1912)
- 13 gennaio - Stith Thompson, etnologo statunitense (n. 1885)
- 14 gennaio - Werner von Rheinbaben, politico, diplomatico e giornalista tedesco (n. 1878)
- 14 gennaio - Umberto Sacripante, attore italiano (n. 1904)
- 14 gennaio - Georgi Trajkov, politico bulgaro (n. 1898)
- 14 gennaio - Josef Vedral, calciatore cecoslovacco (n. 1924)
- 15 gennaio - Eugen Diebold, calciatore svizzero (n. 1907)
- 15 gennaio - Ernest Koliqi, scrittore, poeta e drammaturgo albanese (n. 1903)
- 15 gennaio - Raffaele Manardi, bobbista italiano (n. 1913)
- 15 gennaio - Shōjirō Sugimura, calciatore giapponese (n. 1905)
- 16 gennaio - Israel Abramofsky, pittore russo (n. 1888)
- 16 gennaio - Bandō Mitsugorō VIII, attore giapponese (n. 1906)
- 16 gennaio - Antonio Berardi, politico italiano (n. 1894)
- 16 gennaio - Renée Passeur, attrice e cantante francese (n. 1905)
- 16 gennaio - Nazzareno Scattaglia, generale italiano (n. 1887)
- 17 gennaio - Ranuccio Bianchi Bandinelli, archeologo e politico italiano (n. 1900)
- 17 gennaio - Pëtr Ežov, calciatore sovietico (n. 1900)
- 17 gennaio - Curt Hartzell, ginnasta svedese (n. 1891)
- 17 gennaio - Gustavo Rojas Pinilla, politico e generale colombiano (n. 1900)
- 17 gennaio - Georgij Evgen'evič Šilov, matematico sovietico (n. 1917)
- 18 gennaio - Thomas Hart Benton, pittore statunitense (n. 1889)
- 18 gennaio - Gertrude Olmstead, attrice statunitense (n. 1897)
- 18 gennaio - Andrea Parini, scultore, ceramista e incisore italiano (n. 1906)
- 19 gennaio - Antonio Reali, ufficiale e aviatore italiano (n. 1891)
- 20 gennaio - Franz André, direttore d'orchestra e violinista belga (n. 1893)
- 20 gennaio - Antonio Macrì, mafioso italiano (n. 1904)
- 21 gennaio - John Baxter, regista cinematografico britannico (n. 1896)
- 21 gennaio - Mascha Kaléko, poetessa tedesca (n. 1907)
- 21 gennaio - Cesare Mainella, pittore italiano (n. 1885)
- 21 gennaio - Nino Springolo, pittore italiano (n. 1886)
- 22 gennaio - Lawrence G. Blochman, scrittore e sceneggiatore statunitense (n. 1900)
- 22 gennaio - Clara Pontoppidan, attrice danese (n. 1883)
- 22 gennaio - Margit Danÿ, schermitrice ungherese (n. 1906)
- 22 gennaio - Paul Montel, matematico francese (n. 1876)
- 22 gennaio - Claire de Castelbajac, restauratrice francese (n. 1953)
- 23 gennaio - Carlo Francesco di Prussia, principe tedesco (n. 1916)
- 23 gennaio - Harold Cassels, hockeista su prato britannico (n. 1898)
- 23 gennaio - Peter Momber, calciatore tedesco (n. 1921)
- 23 gennaio - Howard Somervell, alpinista, chirurgo e pittore inglese (n. 1890)
- 24 gennaio - Larry Fine, attore, violinista e comico statunitense (n. 1902)
- 24 gennaio - Erich Kempka, militare tedesco (n. 1910)
- 24 gennaio - Alpinolo Natucci, matematico italiano (n. 1883)
- 24 gennaio - Carlo Nazzaro, giornalista e scrittore italiano (n. 1887)
- 25 gennaio - Václav Čepelák, calciatore ceco (n. 1915)
- 25 gennaio - Yvonne Georgi, ballerina e coreografa tedesca (n. 1903)
- 25 gennaio - Georg Kieninger, scacchista tedesco (n. 1902)
- 25 gennaio - Alberto Spaini, scrittore, giornalista e germanista italiano (n. 1892)
- 26 gennaio - Placido Gaslini, tennista italiano (n. 1906)
- 26 gennaio - Fausto Ghisalberti, critico letterario, filologo e medievista italiano (n. 1892)
- 26 gennaio - Josef Andreas Jungmann, gesuita e teologo austriaco (n. 1889)
- 26 gennaio - José Antonio Mora, avvocato e diplomatico uruguaiano (n. 1897)
- 26 gennaio - Friedrich-Wilhelm Neumann, generale tedesco (n. 1889)
- 26 gennaio - Ljubov' Petrovna Orlova, attrice, cantante e musicista sovietica (n. 1902)
- 26 gennaio - Toti Dal Monte, soprano e attrice italiana (n. 1893)
- 27 gennaio - Mario Consiglio, musicista italiano (n. 1907)
- 27 gennaio - Lorenzo Forteleoni, politico italiano (n. 1912)
- 27 gennaio - Lelio Gelli, scultore italiano (n. 1902)
- 27 gennaio - Germaine Kanova, fotografa francese (n. 1902)
- 27 gennaio - Bill Walsh, fumettista e sceneggiatore statunitense (n. 1913)
- 28 gennaio - Philip Brocklehurst, militare, geologo e esploratore britannico (n. 1887)
- 28 gennaio - Riccardo Formica, antifascista italiano (n. 1896)
- 28 gennaio - Antonín Novotný, politico ceco (n. 1904)
- 28 gennaio - Maisie Ward, scrittrice e editrice inglese (n. 1889)
- 29 gennaio - Edoardo Battaglia, politico e avvocato italiano (n. 1909)
- 29 gennaio - Edgar Aristide Maranta, missionario e arcivescovo cattolico svizzero (n. 1897)
- 29 gennaio - Mary Arnold Prentiss, tennista statunitense (n. 1916)
- 30 gennaio - Boris Blacher, compositore tedesco (n. 1903)
- 30 gennaio - Marc Chadourne, scrittore francese (n. 1895)
- 30 gennaio - Kurt Helbig, sollevatore tedesco (n. 1901)
- 30 gennaio - Franz Josef Huber, generale tedesco (n. 1902)
- 30 gennaio - Charles McIlvaine, canottiere statunitense (n. 1903)
- 31 gennaio - Bernard Fitzalan-Howard, XVI duca di Norfolk, nobile e genealogista inglese (n. 1908)
- 31 gennaio - Don Kaye, editore statunitense (n. 1938)

## Febbraio(98)
- 1º febbraio - Kurt Epstein, pallanuotista cecoslovacco (n. 1904)
- 1º febbraio - Piero Fornara, pediatra e politico italiano (n. 1897)
- 1º febbraio - Walter Kapps, regista francese (n. 1907)
- 1º febbraio - Richard Wattis, attore britannico (n. 1912)
- 1º febbraio - Otto Wolken, medico austriaco (n. 1903)
- 2 febbraio - Maurice Blitz, pallanuotista belga (n. 1891)
- 2 febbraio - Lucilla Calfus Antonelli, scrittrice e giornalista italiana (n. 1886)
- 2 febbraio - María Corda, attrice ungherese (n. 1898)
- 2 febbraio - Norman Dawn, effettista e regista cinematografico statunitense (n. 1884)
- 2 febbraio - Irene Harand, attivista austriaca (n. 1900)
- 2 febbraio - Eino Tukiainen, ginnasta finlandese (n. 1915)
- 2 febbraio - Bryan Wynter, pittore britannico (n. 1915)
- 2 febbraio - Lodovico Zanini, scrittore italiano (n. 1883)
- 3 febbraio - William David Coolidge, fisico, ingegnere e inventore statunitense (n. 1873)
- 3 febbraio - Johnny Long, giocatore di football americano statunitense (n. 1914)
- 3 febbraio - Edoardo Moroni, politico italiano (n. 1902)
- 3 febbraio - Ernest Sterckx, ciclista su strada e pistard belga (n. 1922)
- 3 febbraio - Umm Kulthum, cantante, musicista e attrice egiziana (n. 1904)
- 4 febbraio - Anatolij Arkad'evič Blagonravov, ingegnere aerospaziale e diplomatico russo (n. 1895)
- 4 febbraio - Elo Havetta, regista slovacco (n. 1938)
- 4 febbraio - Howard Hill, arciere statunitense (n. 1899)
- 4 febbraio - Louis Jordan, sassofonista, polistrumentista e cantante statunitense (n. 1908)
- 5 febbraio - Giulio Basletta, schermidore e dirigente sportivo italiano (n. 1890)
- 5 febbraio - Olivier Marcel Maradan, vescovo cattolico e missionario svizzero (n. 1899)
- 5 febbraio - Lawrence Weingarten, produttore cinematografico statunitense (n. 1897)
- 6 febbraio - Keith Park, aviatore e generale neozelandese (n. 1892)
- 7 febbraio - Nilo, calciatore brasiliano (n. 1903)
- 8 febbraio - Carl Braden, attivista statunitense (n. 1914)
- 8 febbraio - Giuseppe Catenacci, saggista, giornalista e politico italiano (n. 1893)
- 8 febbraio - Ivan Dreyfus, calciatore svizzero (n. 1884)
- 8 febbraio - Jan Mukařovský, docente, semiologo e critico letterario cecoslovacco (n. 1891)
- 8 febbraio - Robert Robinson, chimico inglese (n. 1886)
- 8 febbraio - John H. Secondari, giornalista, scrittore e produttore televisivo italiano (n. 1919)
- 8 febbraio - Nikolaj Ivanovič Tarasov, ballerino russo (n. 1902)
- 8 febbraio - Sebastian Tromp, presbitero, teologo e latinista olandese (n. 1889)
- 9 febbraio - Pierre Dac, umorista e attore francese (n. 1893)
- 9 febbraio - Carlo Daviso di Charvensod, aviatore e ammiraglio italiano (n. 1890)
- 9 febbraio - Toivo Särkkä, produttore cinematografico e regista finlandese (n. 1890)
- 10 febbraio - Dave Alexander, bassista statunitense (n. 1947)
- 11 febbraio - Ugo Vittore Bartolini, pittore italiano (n. 1906)
- 11 febbraio - Richard Ratsimandrava, politico e militare malgascio (n. 1931)
- 12 febbraio - Giovanni Brancaccio, pittore, incisore e scultore italiano (n. 1903)
- 12 febbraio - Per-Erik Hedlund, fondista svedese (n. 1897)
- 12 febbraio - Bernard Knowles, direttore della fotografia, regista e sceneggiatore britannico (n. 1900)
- 12 febbraio - Géo Koger, paroliere francese (n. 1894)
- 12 febbraio - Carl Lutz, diplomatico svizzero (n. 1895)
- 12 febbraio - Carlo Romanatti, ciclista su strada italiano (n. 1910)
- 12 febbraio - Hans Ziglarski, pugile tedesco (n. 1905)
- 13 febbraio - Dagmar Godowsky, attrice statunitense (n. 1897)
- 13 febbraio - Friedrich Wiese, generale tedesco (n. 1892)
- 14 febbraio - Germán Cueto, artista messicano (n. 1883)
- 14 febbraio - Julian Huxley, biologo, genetista e scrittore britannico (n. 1887)
- 14 febbraio - Jerry Pettis, politico statunitense (n. 1916)
- 14 febbraio - Ferdinando Santarello, calciatore italiano (n. 1910)
- 14 febbraio - P. G. Wodehouse, scrittore inglese (n. 1881)
- 15 febbraio - Henri Ferrari, sollevatore francese (n. 1912)
- 15 febbraio - Eugen Fürstenberger, ginnasta tedesco (n. 1880)
- 15 febbraio - Valerij Popenčenko, pugile sovietico (n. 1937)
- 15 febbraio - Michał Sopoćko, presbitero polacco (n. 1888)
- 15 febbraio - Gaetano Zingali, statistico, economista e politico italiano (n. 1894)
- 16 febbraio - Jesslyn Fax, attrice canadese (n. 1893)
- 16 febbraio - Jacques Hilling, attore francese (n. 1922)
- 16 febbraio - Lucien Huteau, calciatore francese (n. 1878)
- 16 febbraio - Chivu Stoica, politico rumeno (n. 1908)
- 16 febbraio - Morgan Taylor, ostacolista statunitense (n. 1903)
- 16 febbraio - Norman Treigle, basso statunitense (n. 1927)
- 17 febbraio - George Marshall, regista, sceneggiatore e attore statunitense (n. 1891)
- 17 febbraio - Hugo Österman, generale finlandese (n. 1892)
- 17 febbraio - Antonio Zoboli, politico italiano (n. 1903)
- 18 febbraio - Raymond Cartier, giornalista, scrittore e storico francese (n. 1904)
- 18 febbraio - Franz Hofer, funzionario austriaco (n. 1902)
- 18 febbraio - Mario Sperone, dirigente sportivo, allenatore di calcio e calciatore italiano (n. 1905)
- 19 febbraio - Léon Bernot, sollevatore francese (n. 1896)
- 19 febbraio - Luigi Dallapiccola, compositore e pianista italiano (n. 1904)
- 20 febbraio - Lino Aguirre García, vescovo cattolico messicano (n. 1895)
- 20 febbraio - Lilian Fontaine, attrice britannica (n. 1886)
- 20 febbraio - Bobby Shane, wrestler statunitense (n. 1945)
- 20 febbraio - Robert Strauss, attore statunitense (n. 1913)
- 22 febbraio - Matiás Stinnes, slittinista argentino (n. 1910)
- 22 febbraio - Lionel Tertis, violista inglese (n. 1876)
- 23 febbraio - Hans Bellmer, pittore, scultore e fotografo tedesco (n. 1902)
- 23 febbraio - Melahat Gürsel, turca (n. 1900)
- 23 febbraio - Sigmund Haringer, calciatore tedesco (n. 1908)
- 23 febbraio - Roger Hilton, pittore britannico (n. 1911)
- 23 febbraio - Rajendra Narayan Singh Deo, principe e politico indiano (n. 1912)
- 24 febbraio - Jean Boudou, scrittore francese (n. 1920)
- 24 febbraio - Nikolaj Aleksandrovič Bulganin, politico e militare sovietico (n. 1895)
- 24 febbraio - Pino Donati, compositore italiano (n. 1907)
- 24 febbraio - Marcel Grandjany, arpista e compositore francese (n. 1891)
- 24 febbraio - Giovanni Nonnis, pittore italiano (n. 1929)
- 24 febbraio - Michele Federico Sciacca, filosofo e storico della filosofia italiano (n. 1908)
- 25 febbraio - Lorenzo Ferri, scultore e educatore italiano (n. 1902)
- 25 febbraio - Elijah Muhammad, attivista e religioso statunitense (n. 1897)
- 26 febbraio - Antonio Messeni Nemagna, medico e politico italiano (n. 1924)
- 26 febbraio - Alrik Sandberg, lottatore svedese (n. 1885)
- 26 febbraio - Serafino Speranza, avvocato e politico italiano (n. 1884)
- 27 febbraio - Knut Kroon, calciatore svedese (n. 1906)
- 28 febbraio - Adriano Lanza, pentatleta italiano (n. 1884)

## Marzo(114)
- 1º marzo - Leonid Ljubaševskij, attore e sceneggiatore sovietico (n. 1892)
- 1º marzo - Giovanni Omiccioli, pittore italiano (n. 1901)
- 2 marzo - Renato Bracci, canottiere italiano (n. 1904)
- 2 marzo - Helen Cruickshank, poetessa scozzese (n. 1886)
- 2 marzo - Herbert Heinrich, nuotatore tedesco (n. 1899)
- 2 marzo - Madeleine Vionnet, stilista francese (n. 1876)
- 3 marzo - Pedro Aleixo, politico e avvocato brasiliano (n. 1901)
- 3 marzo - Julio Álvarez del Vayo, politico spagnolo (n. 1891)
- 3 marzo - Attilio Bescapè, sollevatore italiano (n. 1910)
- 3 marzo - Enzo Di Gianni, poeta, editore e regista italiano (n. 1908)
- 3 marzo - Karl Fabel, compositore di scacchi tedesco (n. 1905)
- 3 marzo - Therese Giehse, attrice tedesca (n. 1898)
- 3 marzo - Edward H. Griffith, regista, sceneggiatore e produttore cinematografico statunitense (n. 1894)
- 3 marzo - Domenico Larussa, politico e avvocato italiano (n. 1900)
- 3 marzo - László Németh, scrittore ungherese (n. 1901)
- 4 marzo - Pablo Bartolucci, calciatore argentino (n. 1902)
- 4 marzo - Renée Björling, attrice svedese (n. 1898)
- 4 marzo - Alban William Phillips, economista neozelandese (n. 1914)
- 4 marzo - Charles Spaak, sceneggiatore belga (n. 1903)
- 5 marzo - Emma Calderini, costumista e storica italiana (n. 1899)
- 5 marzo - Fifi Young, attrice indonesiana (n. 1915)
- 5 marzo - Emilio Lussu, scrittore, militare e politico italiano (n. 1890)
- 5 marzo - Henri Piérard, missionario e vescovo cattolico belga (n. 1893)
- 6 marzo - Glenn Hardin, ostacolista statunitense (n. 1910)
- 6 marzo - Mario Mirko Vucetich, artista italiano (n. 1898)
- 7 marzo - Michail Michajlovič Bachtin, filosofo e critico letterario russo (n. 1895)
- 7 marzo - Åke Bergqvist, velista svedese (n. 1900)
- 7 marzo - Jerzy Groyecki, allenatore di pallacanestro polacco (n. 1921)
- 7 marzo - Gerrit Jannink, hockeista su prato olandese (n. 1904)
- 7 marzo - Isabella Moore, nuotatrice britannica (n. 1894)
- 8 marzo - Joseph Bech, politico lussemburghese (n. 1887)
- 8 marzo - Albert Michallon, chirurgo e politico francese (n. 1912)
- 8 marzo - George Stevens, regista, sceneggiatore e produttore cinematografico statunitense (n. 1904)
- 8 marzo - Masanori Yusa, nuotatore giapponese (n. 1915)
- 9 marzo - Marie Gevers, scrittrice belga (n. 1883)
- 9 marzo - Gian Domenico Giagni, poeta, sceneggiatore e regista italiano (n. 1922)
- 9 marzo - Joseph Guillemot, mezzofondista francese (n. 1899)
- 9 marzo - Oldřich Kvapil, calciatore cecoslovacco (n. 1911)
- 9 marzo - Louise Otto, nuotatrice tedesca (n. 1896)
- 9 marzo - Shirley Ross, attrice e cantante statunitense (n. 1913)
- 10 marzo - Nino Corrado Corazza, pittore italiano (n. 1897)
- 11 marzo - Zena Dare, attrice e cantante inglese (n. 1887)
- 11 marzo - Margarita Fischer, attrice statunitense (n. 1886)
- 12 marzo - Isabelle Blume, politica belga (n. 1892)
- 12 marzo - Paul Fitzgibbon, giocatore di football americano statunitense (n. 1903)
- 12 marzo - Mirei Shigemori, architetto del paesaggio, storico e saggista giapponese (n. 1896)
- 13 marzo - Ivo Andrić, scrittore e diplomatico bosniaco (n. 1892)
- 13 marzo - Jean Del Val, attore francese (n. 1891)
- 13 marzo - Margarita Michajlovna Pilichina, regista sovietica (n. 1926)
- 13 marzo - Ruth Schaumann, scrittrice, poetessa e scultrice tedesca (n. 1899)
- 14 marzo - Fritz Benicke, generale tedesco (n. 1894)
- 14 marzo - Hansi Burg, attrice austriaca (n. 1898)
- 14 marzo - Michele Delle Donne, magistrato e politico italiano (n. 1875)
- 14 marzo - Haven Gillespie, musicista statunitense (n. 1888)
- 14 marzo - Susan Hayward, attrice statunitense (n. 1917)
- 14 marzo - Guerrino Striuli, calciatore italiano (n. 1917)
- 14 marzo - Carl Wery, attore tedesco (n. 1897)
- 15 marzo - Merle Armitage, scrittore, scenografo e manager statunitense (n. 1893)
- 15 marzo - John H. Auer, regista e produttore cinematografico ungherese (n. 1906)
- 15 marzo - Leónidas Barletta, scrittore, giornalista e drammaturgo argentino (n. 1902)
- 15 marzo - Edvin Mathiasson, lottatore svedese (n. 1890)
- 15 marzo - Hanna Nagel, artista tedesca (n. 1907)
- 15 marzo - Aristotele Onassis, armatore, imprenditore e socialite greco (n. 1906)
- 16 marzo - Yoseph Colombo, rabbino italiano (n. 1897)
- 16 marzo - Oscar D'Agostino, chimico italiano (n. 1901)
- 16 marzo - Michiyoshi Doi, regista giapponese (n. 1926)
- 16 marzo - Oreste Magni, ciclista su strada italiano (n. 1936)
- 16 marzo - Svend Ringsted, calciatore danese (n. 1893)
- 16 marzo - T-Bone Walker, chitarrista e cantautore statunitense (n. 1910)
- 17 marzo - Feodora di Danimarca, principessa danese (n. 1910)
- 17 marzo - Bertil Nordenskjöld, calciatore svedese (n. 1891)
- 17 marzo - Vladimir Savvin, pallavolista, allenatore di pallavolo e dirigente sportivo sovietico (n. 1919)
- 18 marzo - Germano Benencase, compositore, musicista e direttore d'orchestra brasiliano (n. 1897)
- 18 marzo - Adrienne Bolland, aviatrice francese (n. 1895)
- 18 marzo - Giuseppe Fioravanzo, ammiraglio italiano (n. 1891)
- 18 marzo - Babe McCarthy, allenatore di pallacanestro statunitense (n. 1923)
- 19 marzo - Harry Lachman, pittore, scenografo e regista statunitense (n. 1886)
- 19 marzo - Enrico Sannazzari, calciatore italiano (n. 1895)
- 20 marzo - Giacomo Enrico di Borbone-Spagna, nobile spagnolo (n. 1908)
- 20 marzo - Ian Collins, tennista britannico (n. 1903)
- 20 marzo - Henning Holst, hockeista su prato danese (n. 1891)
- 21 marzo - Ascanio Arcangeli, ciclista su strada italiano (n. 1911)
- 21 marzo - Bill Cockburn, hockeista su ghiaccio canadese (n. 1902)
- 21 marzo - Ralph George Hawtrey, economista inglese (n. 1879)
- 21 marzo - Joe Medwick, giocatore di baseball statunitense (n. 1911)
- 22 marzo - Guido Ara, calciatore e allenatore di calcio italiano (n. 1888)
- 22 marzo - Paul Verhoeven, regista e attore tedesco (n. 1901)
- 23 marzo - Kadye Molodowsky, poetessa e scrittrice statunitense (n. 1894)
- 23 marzo - Bruto Seghettini, dirigente sportivo, allenatore di calcio e calciatore francese (n. 1881)
- 24 marzo - Wim Hendriks, calciatore olandese (n. 1930)
- 24 marzo - Willie Ritchie, pugile statunitense (n. 1891)
- 25 marzo - Luigi Cambiaso, ginnasta italiano (n. 1895)
- 25 marzo - Faysal dell'Arabia Saudita, sovrano saudita (n. 1906)
- 25 marzo - Michèle Girardon, attrice francese (n. 1938)
- 25 marzo - František Krejčí, calciatore cecoslovacco (n. 1898)
- 26 marzo - Ludwig Pöhler, calciatore tedesco (n. 1916)
- 26 marzo - Mario Romani, economista italiano (n. 1917)
- 26 marzo - Herbert Warnke, politico tedesco (n. 1902)
- 26 marzo - Zheng Manqing, poeta e pittore cinese (n. 1902)
- 27 marzo - Arthur Bliss, compositore britannico (n. 1891)
- 27 marzo - Gertrude Niesen, cantante, attrice e paroliera statunitense (n. 1911)
- 27 marzo - Tom Pendlebury, cestista canadese (n. 1913)
- 28 marzo - Ernst Fraenkel, politologo, giurista e scrittore tedesco (n. 1898)
- 28 marzo - Renzo Massarani, compositore italiano (n. 1898)
- 28 marzo - Vincenzo Rimi, mafioso italiano (n. 1902)
- 28 marzo - Wiltrude di Baviera, principessa tedesca (n. 1884)
- 29 marzo - Raoul Årmann, schermidore svedese (n. 1895)
- 29 marzo - Tommy Green, marciatore britannico (n. 1894)
- 29 marzo - Antonio Guariento, politico italiano (n. 1896)
- 29 marzo - Guido Pera, calciatore italiano (n. 1891)
- 29 marzo - Virginio Rosetta, calciatore e allenatore di calcio italiano (n. 1902)
- 30 marzo - Mohammed Racim, pittore algerino (n. 1896)
- 31 marzo - Karl Höger, allenatore di calcio e calciatore tedesco (n. 1897)
- 31 marzo - Leslie White, antropologo statunitense (n. 1900)

## Aprile(93)
- 1º aprile - Lorenz Jäger, cardinale e arcivescovo cattolico tedesco (n. 1892)
- 1º aprile - Alexander Matuška, critico letterario e saggista slovacco (n. 1910)
- 2 aprile - Dong Biwu, politico cinese (n. 1886)
- 2 aprile - Alfred Schmitt, astronomo francese (n. 1907)
- 2 aprile - Piet van der Velden, pallanuotista olandese (n. 1899)
- 3 aprile - Angela Bambace, sindacalista italiana (n. 1898)
- 3 aprile - Peter Kohnke, tiratore a segno tedesco (n. 1941)
- 3 aprile - Isabella Quaranta, attrice italiana (n. 1892)
- 3 aprile - Mary Ure, attrice scozzese (n. 1933)
- 3 aprile - Angelo Volontè, presbitero italiano (n. 1899)
- 4 aprile - Herbert List, fotografo tedesco (n. 1903)
- 4 aprile - Erik Pettersson, sollevatore svedese (n. 1890)
- 4 aprile - Sven Rydell, allenatore di calcio, calciatore e giornalista svedese (n. 1905)
- 5 aprile - Tell Berna, mezzofondista statunitense (n. 1891)
- 5 aprile - John A. Burns, politico statunitense (n. 1909)
- 5 aprile - Chiang Kai-shek, generale e politico cinese (n. 1887)
- 5 aprile - Inez Courtney, attrice statunitense (n. 1908)
- 5 aprile - Victor Marijnen, politico olandese (n. 1917)
- 5 aprile - Harold Osborn, altista e multiplista statunitense (n. 1899)
- 5 aprile - Charles Williams, scrittore statunitense (n. 1909)
- 6 aprile - Gaetano Amoroso, militare italiano (n. 1893)
- 6 aprile - Jan Białas, calciatore polacco (n. 1952)
- 6 aprile - Danny Smick, cestista statunitense (n. 1915)
- 7 aprile - Peter Murphy, calciatore inglese (n. 1922)
- 7 aprile - Frank Visser, pallanuotista belga (n. 1907)
- 7 aprile - Vilém Zlatník, calciatore cecoslovacco (n. 1910)
- 8 aprile - Henk Lakeman, ciclista su strada e pistard olandese (n. 1922)
- 8 aprile - Joseph Laniel, politico francese (n. 1889)
- 8 aprile - Antonio Marasco, pittore, scultore e scrittore italiano (n. 1896)
- 8 aprile - Dino Tonini, ingegnere italiano (n. 1905)
- 9 aprile - Armand Boppart, pallanuotista svizzero (n. 1894)
- 9 aprile - Lia Orlandini, attrice e doppiatrice italiana (n. 1896)
- 10 aprile - Walker Evans, fotografo statunitense (n. 1903)
- 10 aprile - Marjorie Main, attrice statunitense (n. 1890)
- 11 aprile - Alberto Lombardi, cavaliere italiano (n. 1893)
- 11 aprile - André Obey, commediografo, scrittore e giornalista francese (n. 1892)
- 12 aprile - Alf Andersen, combinatista nordico e saltatore con gli sci norvegese (n. 1906)
- 12 aprile - Joséphine Baker, cantante, danzatrice e militare statunitense (n. 1906)
- 13 aprile - Emil Bergman, hockeista su ghiaccio svedese (n. 1908)
- 13 aprile - Ernesto Forza, militare italiano (n. 1900)
- 13 aprile - Max Gluckman, antropologo sudafricano (n. 1911)
- 13 aprile - Larry Parks, attore statunitense (n. 1914)
- 13 aprile - François Tombalbaye, insegnante, sindacalista e politico ciadiano (n. 1918)
- 14 aprile - Günter Oskar Dyhrenfurth, alpinista, geologo e fotografo tedesco (n. 1886)
- 14 aprile - Michael Flanders, attore, giornalista e scrittore britannico (n. 1922)
- 14 aprile - Fredric March, attore statunitense (n. 1897)
- 14 aprile - Clyde Tolson, poliziotto statunitense (n. 1900)
- 15 aprile - Giovanni Borgato, calciatore italiano (n. 1897)
- 15 aprile - Richard Conte, attore statunitense (n. 1910)
- 15 aprile - Arthur Endrèze, baritono statunitense (n. 1893)
- 15 aprile - Filippo Alberto di Württemberg, principe tedesco (n. 1893)
- 15 aprile - Charles Journet, cardinale e teologo svizzero (n. 1891)
- 16 aprile - Bruno Romano, politico italiano (n. 1920)
- 16 aprile - Richard Walzer, grecista e filologo tedesco (n. 1900)
- 17 aprile - Dan Ekner, calciatore svedese (n. 1927)
- 17 aprile - Maria Pastori, matematica e fisica italiana (n. 1895)
- 17 aprile - Sarvepalli Radhakrishnan, filosofo e politico indiano (n. 1888)
- 18 aprile - Gino Cremonini, imprenditore e dirigente sportivo italiano (n. 1911)
- 18 aprile - Amy Shuard, soprano inglese (n. 1924)
- 19 aprile - Robert Aron, scrittore, storico e saggista francese (n. 1898)
- 19 aprile - Percy Lavon Julian, chimico e botanico statunitense (n. 1899)
- 19 aprile - Enzo Poli, politico italiano (n. 1913)
- 19 aprile - Salvatore Satta, giurista e scrittore italiano (n. 1902)
- 20 aprile - Thor Ericsson, calciatore svedese (n. 1885)
- 20 aprile - Hans Jordan, generale tedesco (n. 1892)
- 21 aprile - Long Boret, politico cambogiano (n. 1933)
- 21 aprile - Arthur Marohn, calciatore tedesco (n. 1893)
- 21 aprile - Pascoal Ranieri Mazzilli, politico, avvocato e giornalista brasiliano (n. 1910)
- 21 aprile - Sisowath Sirik Matak, generale e politico cambogiano (n. 1914)
- 22 aprile - Willy Böckl, pattinatore artistico su ghiaccio austriaco (n. 1893)
- 22 aprile - Peter Reynolds, attore britannico (n. 1921)
- 22 aprile - Lajos Steiner, scacchista ungherese (n. 1903)
- 23 aprile - Rolf Dieter Brinkmann, scrittore, poeta e traduttore tedesco (n. 1940)
- 23 aprile - William Hartnell, attore britannico (n. 1908)
- 23 aprile - Anton Paulik, compositore e direttore d'orchestra austriaco (n. 1901)
- 23 aprile - Ole Stenen, fondista, combinatista nordico e sciatore di pattuglia militare norvegese (n. 1903)
- 24 aprile - Piero Costa, regista e sceneggiatore italiano (n. 1913)
- 24 aprile - Pete Ham, cantante, compositore e chitarrista britannico (n. 1947)
- 25 aprile - Mike Brant, cantante israeliano (n. 1947)
- 25 aprile - Jacques Duclos, politico francese (n. 1896)
- 25 aprile - Giacomo Prampolini, traduttore, saggista e poeta italiano (n. 1898)
- 25 aprile - Antonio Vailati, calciatore italiano (n. 1906)
- 26 aprile - Vincenzo D'Aquila, imprenditore e scrittore italiano (n. 1892)
- 26 aprile - Alois Rodlauer, aviatore austro-ungarico (n. 1897)
- 27 aprile - J. C. Daniel, regista, sceneggiatore e produttore cinematografico indiano (n. 1900)
- 27 aprile - Danilo Montaldi, scrittore, traduttore e saggista italiano (n. 1929)
- 27 aprile - Sisowath Kossamak, regina cambogiana (n. 1904)
- 28 aprile - Tom Donahue, disc jockey e produttore discografico statunitense (n. 1928)
- 28 aprile - Yeghishe Ishkhanian, politico armeno (n. 1886)
- 28 aprile - Sonya Noskowiak, fotografa tedesca (n. 1900)
- 30 aprile - Domenico Ciufoli, politico italiano (n. 1898)
- 30 aprile - Samuel Knutzen, dirigente sportivo e calciatore norvegese (n. 1892)
- 30 aprile - Gen Paul, pittore e incisore francese (n. 1895)

## Maggio(102)
- 1º maggio - Francis S. Symondson, aviatore inglese (n. 1897)
- 2 maggio - Padmaja Naidu, attivista e politica indiana (n. 1900)
- 2 maggio - Margherita Seglin, attrice italiana (n. 1889)
- 3 maggio - Carlo Livraghi, vescovo cattolico italiano (n. 1899)
- 3 maggio - Pietro Zappelli, calciatore italiano (n. 1911)
- 4 maggio - Moe Howard, attore e comico statunitense (n. 1897)
- 4 maggio - Emilio Merone, latinista e poeta italiano (n. 1916)
- 4 maggio - Frans van der Veen, calciatore olandese (n. 1919)
- 5 maggio - Carlo Campolmi, partigiano italiano (n. 1901)
- 5 maggio - Nils Eriksen, allenatore di calcio e calciatore norvegese (n. 1911)
- 5 maggio - Siegfried Hausner, terrorista tedesco (n. 1952)
- 5 maggio - Kenneth Keating, politico, avvocato e giudice statunitense (n. 1900)
- 5 maggio - Ladislao Mittner, germanista, critico letterario e filologo italiano (n. 1902)
- 5 maggio - Vera Volkova, ballerina e insegnante russa (n. 1905)
- 6 maggio - József Mindszenty, cardinale e arcivescovo cattolico ungherese (n. 1892)
- 6 maggio - Władysław Szczepaniak, calciatore polacco (n. 1910)
- 6 maggio - Raphael Tracey, calciatore statunitense (n. 1904)
- 7 maggio - Franz Bistricky, pallamanista austriaco (n. 1914)
- 8 maggio - Avery Brundage, dirigente sportivo, discobolo e multiplista statunitense (n. 1887)
- 8 maggio - Bram Fischer, avvocato sudafricano (n. 1908)
- 8 maggio - Carlos Izaguirre, calciatore argentino (n. 1895)
- 8 maggio - Abe Levitow, animatore e regista statunitense (n. 1922)
- 8 maggio - Salvatore Perrucci, calciatore italiano (n. 1913)
- 8 maggio - Pitigrilli, scrittore, giornalista e aforista italiano (n. 1893)
- 9 maggio - Giorgio Cesarano, poeta, scrittore e traduttore italiano (n. 1928)
- 9 maggio - Philip Dorn, attore olandese (n. 1901)
- 9 maggio - Francesco Giuseppe d'Asburgo-Lorena, nobile austriaco (n. 1905)
- 9 maggio - Antonio Vojak, calciatore e allenatore di calcio italiano (n. 1904)
- 10 maggio - Roque Dalton, poeta, giornalista e rivoluzionario salvadoregno (n. 1935)
- 10 maggio - Bertha Lee Pate, cantante statunitense (n. 1902)
- 10 maggio - Adalberto Pazzini, medico e storico italiano (n. 1898)
- 11 maggio - Adolfo Cornazzani, calciatore italiano (n. 1902)
- 11 maggio - Arcangelo Russo, politico italiano (n. 1923)
- 12 maggio - Göte Andersson, pallanuotista svedese (n. 1909)
- 12 maggio - Clifford Durr, avvocato e attivista statunitense (n. 1899)
- 13 maggio - Marguerite Perey, chimica francese (n. 1909)
- 13 maggio - Charles Vaurie, ornitologo statunitense (n. 1906)
- 13 maggio - Bob Wills, musicista e cantante statunitense (n. 1905)
- 13 maggio - Pah Wongso, attivista, attore e educatore indonesiano (n. 1904)
- 14 maggio - Lyall Dagg, giocatore di curling canadese (n. 1929)
- 14 maggio - Federico Torretta, politico italiano (n. 1890)
- 15 maggio - Giuseppe Balasso, politico italiano (n. 1903)
- 15 maggio - Egisto Cappellini, politico e partigiano italiano (n. 1896)
- 15 maggio - James Cardno, bobbista britannico (n. 1912)
- 15 maggio - Guido Giovanelli, velista italiano (n. 1901)
- 15 maggio - Gino Lamon, calciatore italiano (n. 1903)
- 15 maggio - Antonio Pedrotti, compositore, direttore d'orchestra e direttore di coro italiano (n. 1901)
- 16 maggio - Carletto Manzoni, scrittore, giornalista e umorista italiano (n. 1909)
- 16 maggio - Oskar Tietz, ciclista su strada e pistard tedesco (n. 1895)
- 17 maggio - Nino Caffè, pittore e incisore italiano (n. 1908)
- 17 maggio - Romeo Oliva, ammiraglio italiano (n. 1889)
- 17 maggio - Rina Pellegri, poetessa e giornalista italiana (n. 1903)
- 17 maggio - Bjarne Pettersen, calciatore norvegese (n. 1907)
- 17 maggio - Ibrahim Wasif, sollevatore egiziano (n. 1908)
- 18 maggio - Leroy Anderson, compositore statunitense (n. 1908)
- 18 maggio - Christopher Strachey, informatico inglese (n. 1916)
- 18 maggio - Aníbal Troilo, musicista argentino (n. 1914)
- 19 maggio - Marino Klinger, calciatore colombiano (n. 1936)
- 19 maggio - Smilo von Lüttwitz, generale tedesco (n. 1895)
- 19 maggio - Jacques Natanson, drammaturgo, regista e sceneggiatore francese (n. 1901)
- 20 maggio - Romano Calisi, pedagogo e antropologo italiano (n. 1931)
- 20 maggio - Manuel Fal Conde, avvocato e politico spagnolo (n. 1894)
- 20 maggio - Barbara Hepworth, scultrice inglese (n. 1903)
- 20 maggio - Vera Kaščeeva, medico sovietico (n. 1922)
- 20 maggio - Faumuina Mulinu'u II, politico samoano (n. 1921)
- 20 maggio - Alfred Neveu, bobbista svizzero (n. 1890)
- 20 maggio - Richard Oehm, calciatore tedesco (n. 1909)
- 20 maggio - Erwin Straus, neurologo, psichiatra e psicologo tedesco (n. 1891)
- 21 maggio - Samuel Bischoff, produttore cinematografico statunitense (n. 1890)
- 21 maggio - Remo Calapso, scacchista italiano (n. 1905)
- 21 maggio - Jean Fontenay, ciclista su strada francese (n. 1911)
- 21 maggio - Wilhelm Góra, calciatore polacco (n. 1916)
- 21 maggio - Leonella Nasi, artista, grafica e illustratrice italiana (n. 1889)
- 22 maggio - Lefty Grove, giocatore di baseball statunitense (n. 1900)
- 22 maggio - José Guillamón, calciatore spagnolo (n. 1915)
- 22 maggio - John Baptist Rosenthal, missionario e vescovo cattolico tedesco (n. 1903)
- 22 maggio - Remo Teglia, medico e scrittore italiano (n. 1913)
- 23 maggio - Giuditta Brozzetti, imprenditrice italiana (n. 1877)
- 23 maggio - Mario Ceretto, imprenditore italiano (n. 1929)
- 23 maggio - Paul Legentilhomme, generale francese (n. 1884)
- 23 maggio - Ottavio Scotti, scenografo italiano (n. 1904)
- 24 maggio - Enrico Arienti, calciatore italiano (n. 1932)
- 24 maggio - Edward Grierson, scrittore britannico (n. 1914)
- 24 maggio - Emilio Oribe, poeta uruguaiano (n. 1893)
- 24 maggio - Marcel Vacherot, tennista francese (n. 1881)
- 27 maggio - Giovanni Canestrini, giornalista, storico e arbitro di calcio italiano (n. 1893)
- 27 maggio - Rudolf Jeny, allenatore di calcio e calciatore ungherese (n. 1901)
- 27 maggio - Sten Moe, calciatore norvegese (n. 1906)
- 28 maggio - Ezzard Charles, pugile statunitense (n. 1921)
- 28 maggio - Lung Chien, regista e attore hongkonghese (n. 1916)
- 28 maggio - Roy Roberts, attore statunitense (n. 1906)
- 28 maggio - Amedeo Sica, politico italiano (n. 1898)
- 29 maggio - Giuseppe Altana, pittore italiano (n. 1886)
- 29 maggio - Bob Gale, cestista statunitense (n. 1925)
- 30 maggio - Edoardo Clerici, avvocato e politico italiano (n. 1898)
- 30 maggio - James Mitchell, calciatore inglese (n. 1897)
- 30 maggio - Steve Prefontaine, mezzofondista statunitense (n. 1951)
- 30 maggio - Tatsuo Shimabuku, maestro di karate giapponese (n. 1908)
- 30 maggio - Michel Simon, attore svizzero (n. 1895)
- 31 maggio - Eric Lenneberg, linguista, neurologo e psicologo tedesco (n. 1921)
- 31 maggio - Enrico Torre, velocista, lunghista e multiplista italiano (n. 1901)
- 31 maggio - Mito Umeta, supercentenaria giapponese (n. 1863)

## Giugno(93)
- 1º giugno - Erich Cuntz, hockeista su prato tedesco (n. 1916)
- 2 giugno - Giuseppe Santoro, generale e aviatore italiano (n. 1894)
- 2 giugno - Wenefryde Scott, X contessa di Dysart, nobildonna scozzese (n. 1889)
- 2 giugno - David Walsh, arbitro di pallacanestro statunitense (n. 1889)
- 3 giugno - Ralph J. Gleason, critico musicale, musicologo e saggista statunitense (n. 1917)
- 3 giugno - Eisaku Satō, politico giapponese (n. 1901)
- 4 giugno - Evelyn Brent, attrice statunitense (n. 1899)
- 4 giugno - Francesco Bruno, generale italiano (n. 1886)
- 4 giugno - Frida Leider, cantante lirica tedesca (n. 1888)
- 4 giugno - Alexander Olsen, calciatore norvegese (n. 1899)
- 5 giugno - Gabriel Aresti, scrittore e poeta spagnolo (n. 1933)
- 5 giugno - Mara Cagol, terrorista italiana (n. 1945)
- 5 giugno - Paul Keres, scacchista sovietico (n. 1916)
- 6 giugno - Francesco Arena, politico italiano (n. 1926)
- 6 giugno - Larry Blyden, attore e produttore teatrale statunitense (n. 1925)
- 6 giugno - Minotti Bøhn, calciatore norvegese (n. 1888)
- 6 giugno - Hugo Dyson, anglista britannico (n. 1896)
- 6 giugno - Amato Festi, imprenditore e politico italiano (n. 1882)
- 6 giugno - Alvin Hansen, economista statunitense (n. 1887)
- 6 giugno - Franz Merke, chirurgo svizzero (n. 1893)
- 7 giugno - Roger Grosjean, aviatore e archeologo francese (n. 1920)
- 7 giugno - Giuseppe Trotter, allenatore di calcio e calciatore italiano (n. 1918)
- 8 giugno - Murray Leinster, autore di fantascienza statunitense (n. 1896)
- 8 giugno - Bruno Müller, canottiere tedesco (n. 1902)
- 9 giugno - Mario Cergol, hockeista su pista e allenatore di hockey su pista italiano (n. 1911)
- 9 giugno - Albert Spencer, VII conte Spencer, nobile inglese (n. 1892)
- 9 giugno - Tonono, calciatore spagnolo (n. 1943)
- 10 giugno - Stellio Lozza, politico, partigiano e sindacalista italiano (n. 1906)
- 10 giugno - Silvestro Prestifilippo, giornalista, scrittore e regista italiano (n. 1921)
- 11 giugno - Giovanni D'Alfonso, carabiniere italiano (n. 1930)
- 11 giugno - Apollo Granforte, baritono italiano (n. 1886)
- 11 giugno - Donald Oenslager, scenografo e docente statunitense (n. 1902)
- 11 giugno - Mary Ann Venables, schermitrice britannica (n. 1902)
- 12 giugno - Rafael Arévalo Martínez, scrittore guatemalteco (n. 1884)
- 12 giugno - Virgilio Ferrari, medico e politico italiano (n. 1888)
- 12 giugno - Alfred Kurella, scrittore e politico tedesco (n. 1895)
- 13 giugno - Derek Fortrose Allen, archeologo e numismatico britannico (n. 1910)
- 13 giugno - Ludovico Angelini, politico e medico italiano (n. 1906)
- 13 giugno - José María Guido, politico argentino (n. 1910)
- 13 giugno - Arturo Tabera Araoz, cardinale e arcivescovo cattolico spagnolo (n. 1903)
- 14 giugno - Paolo Dettori, politico italiano (n. 1926)
- 15 giugno - William Austin, attore britannico (n. 1884)
- 16 giugno - Edward S. Aarons, scrittore statunitense (n. 1916)
- 17 giugno - Alfred Aufdenblatten, sciatore di pattuglia militare e fondista svizzero (n. 1897)
- 17 giugno - Achille Cruciani, politico italiano (n. 1920)
- 17 giugno - Giovanni Mingatti, dirigente sportivo italiano (n. 1882)
- 17 giugno - James Phinney Baxter III, storico statunitense (n. 1893)
- 18 giugno - Hugo Bergmann, filosofo israeliano (n. 1883)
- 18 giugno - Fayṣal bin Musāʿid bin ʿAbd al-ʿAzīz Āl Saʿūd, principe e criminale saudita (n. 1944)
- 18 giugno - Bruno Migliorini, linguista, filologo e esperantista italiano (n. 1896)
- 19 giugno - Sam Giancana, mafioso statunitense (n. 1908)
- 19 giugno - Roberto Massimiliani, vescovo cattolico italiano (n. 1905)
- 19 giugno - Krista Nell, attrice e modella austriaca (n. 1946)
- 20 giugno - Tommaso Colonnello, pittore italiano (n. 1896)
- 20 giugno - Suzanne Comhaire-Sylvain, antropologa e linguista haitiana (n. 1898)
- 20 giugno - Michail Alekseevič Egorov, militare sovietico (n. 1923)
- 20 giugno - Karel Gleenewinkel Kamperdijk, calciatore olandese (n. 1883)
- 21 giugno - Max Braubach, storico tedesco (n. 1899)
- 21 giugno - Thorleif Larsen, calciatore norvegese (n. 1916)
- 21 giugno - Jean Mariotti, scrittore francese (n. 1901)
- 22 giugno - Per Wahlöö, scrittore, giornalista e traduttore svedese (n. 1926)
- 23 giugno - József Wereb, allenatore di calcio e calciatore ungherese (n. 1903)
- 24 giugno - Lou Hudson, hockeista su ghiaccio canadese (n. 1898)
- 24 giugno - Wendell Ladner, cestista statunitense (n. 1948)
- 24 giugno - Elizabeth Lee Hazen, fisiologa e microbiologa statunitense (n. 1885)
- 24 giugno - Luigi Raimondi, cardinale e arcivescovo cattolico italiano (n. 1912)
- 24 giugno - Louis Van Hege, calciatore belga (n. 1889)
- 24 giugno - Paolo Vannucci, calciatore italiano (n. 1913)
- 25 giugno - Javier Ambrois, calciatore uruguaiano (n. 1932)
- 25 giugno - Benny Bass, pugile statunitense (n. 1904)
- 25 giugno - Eugen Fink, filosofo tedesco (n. 1905)
- 25 giugno - Gerald Ouellette, tiratore a segno canadese (n. 1934)
- 26 giugno - Basil Cameron, direttore d'orchestra britannico (n. 1884)
- 26 giugno - Marian Chodacki, politico e generale polacco (n. 1898)
- 26 giugno - Josemaría Escrivá de Balaguer, presbitero spagnolo (n. 1902)
- 26 giugno - Román Fresnedo Siri, architetto uruguaiano (n. 1903)
- 26 giugno - George Morris, pittore statunitense (n. 1905)
- 27 giugno - Wim Landman, calciatore olandese (n. 1921)
- 27 giugno - Robert Stolz, compositore e direttore d'orchestra austriaco (n. 1880)
- 27 giugno - Geoffrey Ingram Taylor, fisico inglese (n. 1886)
- 28 giugno - Kōnstantinos Apostolou Doxiadīs, architetto greco (n. 1913)
- 28 giugno - Valentina e Zinaida Brumberg, regista sovietica (n. 1899)
- 28 giugno - Serge Reding, sollevatore belga (n. 1941)
- 28 giugno - Rod Serling, scrittore e sceneggiatore statunitense (n. 1924)
- 28 giugno - Michail Stepanovič Šumilov, generale sovietico (n. 1895)
- 29 giugno - Tim Buckley, cantautore statunitense (n. 1947)
- 29 giugno - Hans Furler, avvocato e politico tedesco (n. 1904)
- 29 giugno - Ernesto Ragionieri, storico italiano (n. 1926)
- 29 giugno - Umberto Renica, calciatore italiano (n. 1921)
- 29 giugno - Dionisio Ridruejo, poeta, scrittore e politico spagnolo (n. 1912)
- 29 giugno - Giuseppe Soresina, calciatore italiano (n. 1894)
- 30 giugno - Erik Hjelm, calciatore svedese (n. 1893)
- 30 giugno - Antonio Valente, architetto e scenografo italiano (n. 1894)

## Luglio(90)
- 1º luglio - Ilio Bocci, politico e partigiano italiano (n. 1904)
- 2 luglio - Gaetano Cappiello, poliziotto italiano (n. 1947)
- 2 luglio - Valdo Fusi, avvocato, politico e scrittore italiano (n. 1911)
- 2 luglio - James Robertson Justice, attore britannico (n. 1907)
- 2 luglio - Wilhelm Koppe, militare tedesco (n. 1896)
- 2 luglio - Benno Rabinof, violinista statunitense (n. 1908)
- 3 luglio - Francesco Ferlaino, magistrato italiano (n. 1914)
- 3 luglio - Arne Halse, giavellottista e pesista norvegese (n. 1887)
- 3 luglio - Nobuaki Maeda, giocatore di go giapponese (n. 1907)
- 3 luglio - Giovanni Penzi, calciatore italiano (n. 1902)
- 4 luglio - Argemiro, calciatore brasiliano (n. 1915)
- 4 luglio - Luigi Carlo Borromeo, vescovo cattolico italiano (n. 1893)
- 4 luglio - Gilda Dalla Rizza, soprano italiano (n. 1892)
- 4 luglio - Muhammad Jabir di Ternate, sovrano indonesiano (n. 1902)
- 4 luglio - Alfredo Alves Tinoco, calciatore brasiliano (n. 1904)
- 5 luglio - Otto Skorzeny, militare tedesco (n. 1908)
- 6 luglio - Margret Boveri, giornalista tedesca (n. 1900)
- 7 luglio - Henri Deglane, lottatore francese (n. 1902)
- 7 luglio - Carlo Fabrizi, politico italiano (n. 1907)
- 7 luglio - William Vallance Douglas Hodge, matematico britannico (n. 1903)
- 8 luglio - Stanislas Bober, ciclista su strada francese (n. 1930)
- 8 luglio - Luigi Enrico Ferro, violinista italiano (n. 1903)
- 8 luglio - Vito Frazzi, musicista italiano (n. 1888)
- 8 luglio - Annamaria Mantini, terrorista italiana (n. 1953)
- 8 luglio - Georg N. Koskinas, psichiatra e neurologo greco (n. 1885)
- 8 luglio - Mario Righetti, abate italiano (n. 1882)
- 8 luglio - Raffaele Scorzoni, arbitro di calcio italiano (n. 1902)
- 8 luglio - Lennart Skoglund, calciatore svedese (n. 1929)
- 9 luglio - Carlo Campanella, mafioso statunitense (n. 1879)
- 9 luglio - Roman Odzierzyński, politico polacco (n. 1892)
- 9 luglio - Franz Six, generale tedesco (n. 1909)
- 10 luglio - Marcel Katz, calciatore svizzero (n. 1896)
- 10 luglio - Achille Van Acker, politico belga (n. 1898)
- 11 luglio - Leone Sbrana, scrittore e politico italiano (n. 1912)
- 12 luglio - Mario Casotti, filosofo e pedagogista italiano (n. 1896)
- 12 luglio - Vivi Gioi, attrice italiana (n. 1914)
- 12 luglio - Bálint Nagy, sollevatore ungherese (n. 1919)
- 12 luglio - Latife Uşşakî, first lady turca (n. 1898)
- 13 luglio - Judith Graham Pool, scienziata statunitense (n. 1919)
- 14 luglio - Arduino Matassini, ingegnere italiano (n. 1894)
- 14 luglio - Zutty Singleton, batterista statunitense (n. 1898)
- 15 luglio - Marino Furlani, calciatore italiano (n. 1904)
- 15 luglio - Pippo Starnazza, cantautore, musicista e attore italiano (n. 1904)
- 15 luglio - Charles Weidman, ballerino statunitense (n. 1901)
- 16 luglio - Ezio Lavoretti, produttore cinematografico italiano (n. 1913)
- 16 luglio - Piera Locatelli, medico e biochimica italiana (n. 1900)
- 16 luglio - Guadalupe Ortiz de Landázuri, insegnante spagnola (n. 1916)
- 16 luglio - Erik Sjöqvist, archeologo svedese (n. 1903)
- 17 luglio - Eugenio Artom, politico e avvocato italiano (n. 1896)
- 17 luglio - Boris Andreevič Babočkin, regista cinematografico sovietico (n. 1904)
- 17 luglio - Ezio Donatini, politico italiano (n. 1888)
- 17 luglio - Luigi Grassi, politico, antifascista e partigiano italiano (n. 1904)
- 17 luglio - Paul Hoenen, calciatore francese (n. 1899)
- 18 luglio - Vaughn Bodé, disegnatore statunitense (n. 1941)
- 18 luglio - Raffaele Ciasca, storico e politico italiano (n. 1888)
- 18 luglio - Ferdinando Forlati, ingegnere e architetto italiano (n. 1882)
- 18 luglio - Federico Ghisi, compositore e musicologo italiano (n. 1901)
- 18 luglio - Folke Jansson, triplista svedese (n. 1897)
- 18 luglio - Giuseppe Rose, anarchico, pittore e poeta italiano (n. 1921)
- 18 luglio - Carl Sauer, geografo statunitense (n. 1889)
- 18 luglio - Gilbert Percy Whitley, ittiologo australiano (n. 1903)
- 19 luglio - Curzio Batini, ingegnere italiano (n. 1902)
- 19 luglio - Lefty Frizzell, musicista e cantautore statunitense (n. 1928)
- 19 luglio - Alexis Macar, ciclista su strada belga (n. 1899)
- 19 luglio - Karl Schleinzer, politico austriaco (n. 1924)
- 20 luglio - Richard Gaines, attore statunitense (n. 1904)
- 20 luglio - Giuseppe Valle, atleta, dirigente sportivo e generale italiano (n. 1886)
- 21 luglio - Giovanni Borgonovo, pittore italiano (n. 1881)
- 21 luglio - Theodore Carpenter, trombettista e cantante statunitense (n. 1898)
- 21 luglio - George Petty, illustratore statunitense (n. 1894)
- 21 luglio - Carl Troll, geografo e botanico tedesco (n. 1899)
- 22 luglio - John Carnegie, XII conte di Northesk, nobile scozzese (n. 1895)
- 22 luglio - Benjamin Vanninen, fondista finlandese (n. 1921)
- 23 luglio - James Stopford, VIII conte di Courtown, nobile irlandese (n. 1908)
- 23 luglio - Emlen Tunnell, giocatore di football americano statunitense (n. 1925)
- 24 luglio - Frithjof Andersen, lottatore norvegese (n. 1893)
- 24 luglio - Barbara Colby, attrice statunitense (n. 1939)
- 24 luglio - Nicolas Rossolimo, scacchista statunitense (n. 1910)
- 24 luglio - Francesco Paolo Vicari, militare italiano (n. 1925)
- 26 luglio - Thomas Tharayil, vescovo cattolico indiano (n. 1899)
- 27 luglio - Edmundo Piaggio, calciatore argentino (n. 1905)
- 27 luglio - Anne Spencer, poetessa e attivista statunitense (n. 1882)
- 28 luglio - Florine McKinney, attrice statunitense (n. 1909)
- 28 luglio - Ermenegildo Paccagnella, organista, compositore e musicologo italiano (n. 1880)
- 28 luglio - Alfred L. Werker, regista statunitense (n. 1896)
- 29 luglio - Dante Figoli, sollevatore italiano (n. 1896)
- 29 luglio - Achille Lizzi, compositore, direttore d'orchestra e militare italiano (n. 1882)
- 30 luglio - James Blish, scrittore statunitense (n. 1921)
- 30 luglio - Hubert Broad, aviatore e militare britannico (n. 1897)
- 31 luglio - Ma Bufang, generale e politico cinese (n. 1903)

## Agosto(79)
- 1º agosto - Reiji Okazaki, biologo giapponese (n. 1930)
- 2 agosto - Jean Yarbrough, regista statunitense (n. 1901)
- 3 agosto - Andreas Embirikos, poeta greco (n. 1901)
- 3 agosto - Ruth Lee, attrice statunitense (n. 1895)
- 3 agosto - Jack Molinas, cestista statunitense (n. 1931)
- 3 agosto - Voldemārs Šmits, cestista e pallavolista lettone (n. 1918)
- 4 agosto - Francesco Ferrari, politico italiano (n. 1905)
- 5 agosto - Vladimir Georgievič Geptner, zoologo sovietico (n. 1901)
- 5 agosto - Marc Wright, astista statunitense (n. 1890)
- 5 agosto - José Marinho, filosofo portoghese (n. 1904)
- 5 agosto - Gustav von Wangenheim, attore e regista tedesco (n. 1895)
- 6 agosto - Frank Butterworth, attore statunitense (n. 1903)
- 6 agosto - Lino Gallino, calciatore italiano (n. 1908)
- 6 agosto - Giuseppe Gorni, pittore, scultore e incisore italiano (n. 1894)
- 6 agosto - Alfonso d'Orléans, principe spagnolo (n. 1886)
- 7 agosto - Antonio Antonucci, giornalista italiano (n. 1895)
- 7 agosto - Giuseppe Marchetto, calciatore italiano (n. 1921)
- 7 agosto - Phyllis Povah, attrice statunitense (n. 1893)
- 7 agosto - Janus Theeuwes, arciere olandese (n. 1886)
- 8 agosto - Cannonball Adderley, sassofonista statunitense (n. 1928)
- 8 agosto - Sune Almkvist, calciatore svedese (n. 1886)
- 9 agosto - Dmitrij Dmitrievič Šostakovič, compositore e pianista sovietico (n. 1906)
- 9 agosto - Antonín Vodička, calciatore cecoslovacco (n. 1907)
- 10 agosto - Neva Carr Glyn, attrice australiana (n. 1908)
- 11 agosto - Alfred Lee Loomis, banchiere e scienziato statunitense (n. 1887)
- 11 agosto - Anthony McAuliffe, generale statunitense (n. 1898)
- 11 agosto - Dagoberto Ortensi, ingegnere italiano (n. 1902)
- 11 agosto - Renzo Pecco, chirurgo e canottiere italiano (n. 1900)
- 11 agosto - Howard Wendell, attore statunitense (n. 1908)
- 12 agosto - Werner Rittberger, pattinatore artistico su ghiaccio e allenatore di pattinaggio su ghiaccio tedesco (n. 1891)
- 13 agosto - Oliver Emert, scenografo statunitense (n. 1902)
- 13 agosto - Ernst Gaber, canottiere tedesco (n. 1907)
- 13 agosto - Murilo Mendes, scrittore e poeta brasiliano (n. 1901)
- 13 agosto - Eva Speyer, attrice tedesca (n. 1882)
- 13 agosto - Alec Talbot, calciatore inglese (n. 1902)
- 14 agosto - Raymond Kegeris, nuotatore statunitense (n. 1901)
- 14 agosto - Claude-André Puget, drammaturgo e sceneggiatore francese (n. 1900)
- 15 agosto - Eridio Bonardi, calciatore italiano (n. 1903)
- 15 agosto - Sheikh Mujibur Rahman, politico bangladese (n. 1920)
- 15 agosto - Joseph Tommasi, politico statunitense (n. 1951)
- 16 agosto - Alberto Cevenini, attore italiano (n. 1941)
- 16 agosto - Vladimir Kuc, mezzofondista sovietico (n. 1927)
- 16 agosto - Friedrich Sämisch, scacchista tedesco (n. 1896)
- 16 agosto - Winifred Ward, scrittrice e docente statunitense (n. 1884)
- 17 agosto - Siegfried Arno, attore tedesco (n. 1895)
- 17 agosto - René Bastard, illustratore e scrittore francese (n. 1900)
- 17 agosto - Elsa Wagner, attrice tedesca (n. 1881)
- 18 agosto - John Kriza, danzatore e insegnante statunitense (n. 1919)
- 19 agosto - Mark Donohue, pilota automobilistico statunitense (n. 1937)
- 19 agosto - Jim Londos, wrestler greco (n. 1894)
- 19 agosto - Frank Shields, tennista e attore statunitense (n. 1909)
- 20 agosto - Antonio Busini, dirigente sportivo e calciatore italiano (n. 1904)
- 20 agosto - Maria Teresa Freyre de Andrade, bibliografa e bibliotecaria cubana (n. 1896)
- 20 agosto - Wilhelm Weischedel, filosofo tedesco (n. 1905)
- 21 agosto - Manuel Seoane, calciatore e allenatore di calcio argentino (n. 1902)
- 21 agosto - Bernhard Vechtel, aviatore tedesco (n. 1920)
- 22 agosto - Andrzej Mostowski, matematico e logico polacco (n. 1913)
- 23 agosto - Sidney Buchman, sceneggiatore e produttore cinematografico statunitense (n. 1902)
- 23 agosto - Attilio Mattei, calciatore italiano (n. 1902)
- 23 agosto - Robert Mertens, erpetologo tedesco (n. 1894)
- 23 agosto - Hank Patterson, attore statunitense (n. 1888)
- 23 agosto - Herman Tillemans, missionario e arcivescovo cattolico olandese (n. 1902)
- 25 agosto - Joseph Kane, regista, montatore e produttore cinematografico statunitense (n. 1894)
- 26 agosto - Cullen Landis, attore statunitense (n. 1896)
- 27 agosto - Alfred Lansing, giornalista e saggista statunitense (n. 1921)
- 27 agosto - Hailé Selassié, imperatore etiope (n. 1892)
- 27 agosto - Franjo Šoštarić, calciatore jugoslavo (n. 1919)
- 27 agosto - Julien Sottiault, calciatore francese (n. 1904)
- 28 agosto - Emile Maurice Joseph Lamy, medico e genetista francese (n. 1895)
- 28 agosto - Francesco Verga, politico e attivista italiano (n. 1929)
- 28 agosto - Fritz Wotruba, scultore e pittore austriaco (n. 1907)
- 29 agosto - Éamon de Valera, politico e patriota irlandese (n. 1882)
- 30 agosto - Gastone Canessa, pittore italiano (n. 1920)
- 30 agosto - Roberto Cortés, calciatore cileno (n. 1905)
- 30 agosto - Umberto Zannelli, calciatore italiano (n. 1900)
- 31 agosto - Pierre Blaise, attore francese (n. 1952)
- 31 agosto - Július Bukovinský, pittore slovacco (n. 1903)
- 31 agosto - Robert Johnsen, ginnasta danese (n. 1896)
- 31 agosto - Camillo Orlando, politico e armatore italiano (n. 1892)

## Settembre(104)
- 1º settembre - Antonio Bellino Rosina, matematico italiano (n. 1904)
- 2 settembre - Paolo Angioy, generale italiano (n. 1890)
- 2 settembre - Alberto Domínguez, compositore messicano (n. 1906)
- 2 settembre - Angelo Frattini, scultore italiano (n. 1910)
- 2 settembre - Mario Giani, calciatore italiano (n. 1912)
- 2 settembre - Piero Operti, storico italiano (n. 1896)
- 2 settembre - Mabel Vernon, pacifista statunitense (n. 1883)
- 3 settembre - Otto Kurz, storico dell'arte austriaco (n. 1908)
- 3 settembre - Ivan Michajlovič Majskij, diplomatico sovietico (n. 1884)
- 3 settembre - Nicholas Musuraca, direttore della fotografia italiano (n. 1892)
- 4 settembre - Walley Barnes, calciatore e allenatore di calcio gallese (n. 1920)
- 4 settembre - Antonio Niedda, poliziotto e militare italiano (n. 1931)
- 4 settembre - Jānis Sudrabkalns, scrittore lettone (n. 1894)
- 4 settembre - Concetta Scaravaglione, scultrice e docente statunitense (n. 1900)
- 5 settembre - Alice Catherine Evans, microbiologa statunitense (n. 1881)
- 5 settembre - Leonízio Fantoni, allenatore di calcio e calciatore brasiliano (n. 1912)
- 5 settembre - Antonietta Raphaël, pittrice e scultrice lituana (n. 1895)
- 6 settembre - Ercole Salvatore Aprigliano, pittore italiano (n. 1892)
- 6 settembre - Maurizio Jurgens, autore televisivo, regista radiofonico e commediografo italiano (n. 1921)
- 6 settembre - Carlyle Tapsell, hockeista su prato indiano (n. 1909)
- 6 settembre - Adolf Werner, calciatore tedesco (n. 1886)
- 7 settembre - Gianni D'Errico, cantautore italiano (n. 1948)
- 7 settembre - Angelo Gritti, scultore italiano (n. 1907)
- 7 settembre - Wilhelm Thiele, regista e sceneggiatore austriaco (n. 1890)
- 8 settembre - Erik Adlerz, tuffatore svedese (n. 1892)
- 8 settembre - László Barsi, mezzofondista e velocista ungherese (n. 1904)
- 8 settembre - Gioacchino D'Anna, militare italiano (n. 1936)
- 8 settembre - Paul Metz, hockeista su prato danese (n. 1892)
- 9 settembre - Franco Ballarini, saggista, economista e dirigente d'azienda italiano (n. 1897)
- 9 settembre - Leonello Casucci, compositore italiano (n. 1885)
- 9 settembre - Giulio Coli, politico italiano (n. 1899)
- 9 settembre - Minta Durfee, attrice statunitense (n. 1889)
- 9 settembre - Emilio Faldella, generale e agente segreto italiano (n. 1897)
- 9 settembre - Giuseppe Fatigati, montatore, produttore cinematografico e regista italiano (n. 1906)
- 9 settembre - Ethel Griffies, attrice inglese (n. 1878)
- 9 settembre - Tone Kralj, scultore e pittore sloveno (n. 1900)
- 9 settembre - John McGiver, attore statunitense (n. 1913)
- 9 settembre - Giulio Montelatici, sindacalista italiano (n. 1897)
- 9 settembre - Fidel Ortíz, pugile messicano (n. 1908)
- 10 settembre - Heinz Heimsoeth, storico della filosofia tedesco (n. 1886)
- 10 settembre - Hans Swarowsky, direttore d'orchestra e insegnante austriaco (n. 1899)
- 10 settembre - George Paget Thomson, fisico britannico (n. 1892)
- 10 settembre - Maurizio Vigiani, politico italiano (n. 1905)
- 11 settembre - William Joseph Brennan, vescovo cattolico australiano (n. 1904)
- 11 settembre - Victor Leydet, partigiano francese (n. 1910)
- 12 settembre - Gösta Andersson, lottatore svedese (n. 1917)
- 12 settembre - Secondo Pessi, politico, partigiano e sindacalista italiano (n. 1905)
- 12 settembre - Gene Ronzani, giocatore di football americano e allenatore di football americano statunitense (n. 1909)
- 12 settembre - Inga Tidblad, attrice e doppiatrice svedese (n. 1901)
- 15 settembre - Mario Ardissone, calciatore italiano (n. 1900)
- 15 settembre - Franco Bordoni Bisleri, militare, aviatore e pilota automobilistico italiano (n. 1913)
- 15 settembre - Giuseppe Castellini, calciatore italiano (n. 1918)
- 15 settembre - Pavel Osipovič Suchoj, ingegnere aeronautico sovietico (n. 1895)
- 16 settembre - Arturo Policaro, calciatore italiano (n. 1906)
- 17 settembre - Krešimir Baranović, compositore e direttore d'orchestra croato (n. 1894)
- 17 settembre - Eugenio Corrodi, calciatore svizzero (n. 1922)
- 17 settembre - Vladimir Kragić, calciatore jugoslavo (n. 1910)
- 17 settembre - Nicola Moscona, basso greco (n. 1907)
- 17 settembre - Emmeline Snively, imprenditrice statunitense (n. 1909)
- 18 settembre - Pamela Brown, attrice britannica (n. 1917)
- 18 settembre - Luis Concha Córdoba, cardinale e arcivescovo cattolico colombiano (n. 1891)
- 18 settembre - Francesco Lozzi, calciatore italiano (n. 1921)
- 18 settembre - Felix Weil, sociologo e filantropo argentino (n. 1898)
- 19 settembre - Rudi Ball, hockeista su ghiaccio tedesco (n. 1911)
- 19 settembre - Gaetano Perillo, antifascista italiano (n. 1897)
- 19 settembre - Wend von Wietersheim, generale tedesco (n. 1900)
- 20 settembre - Václav Bouška, calciatore cecoslovacco (n. 1910)
- 20 settembre - Nino Galizzi, scultore italiano (n. 1891)
- 20 settembre - Saint-John Perse, poeta, scrittore e diplomatico francese (n. 1887)
- 20 settembre - Ikio Sawamura, attore giapponese (n. 1905)
- 20 settembre - Doria Shafik, attivista, poetessa e editrice egiziana (n. 1908)
- 21 settembre - Silvestre Cuffaro, scultore e politico italiano (n. 1905)
- 21 settembre - Eugenio Dupré Theseider, storico italiano (n. 1898)
- 21 settembre - Domenico Greppi, calciatore italiano (n. 1903)
- 21 settembre - Wilhelm Strand, calciatore norvegese (n. 1892)
- 21 settembre - Thorleif Svendsen, calciatore norvegese (n. 1910)
- 22 settembre - Enrico Bompiani, matematico italiano (n. 1889)
- 22 settembre - Yvonne Godard, nuotatrice francese (n. 1908)
- 23 settembre - Carmelo Florio, scultore, decoratore e restauratore italiano (n. 1887)
- 23 settembre - Yoshiharu Fukuhara, sciatore alpino giapponese (n. 1942)
- 23 settembre - Ian Hunter, attore britannico (n. 1900)
- 23 settembre - Sergej Romodanov, attore sovietico (n. 1899)
- 23 settembre - René Thomas, aviatore e pilota automobilistico francese (n. 1886)
- 24 settembre - John Thomas Toohey, vescovo cattolico australiano (n. 1905)
- 24 settembre - Clovis Trouille, pittore francese (n. 1889)
- 25 settembre - Yehoshua Bar-Hillel, matematico, filosofo e linguista israeliano (n. 1915)
- 25 settembre - Giovanni Borghi, imprenditore e dirigente sportivo italiano (n. 1910)
- 25 settembre - Augusto Mastrantoni, attore italiano (n. 1894)
- 25 settembre - Heinz Müller, ciclista su strada e pistard tedesco (n. 1924)
- 26 settembre - Fortunato Castiello, fantino italiano (n. 1910)
- 26 settembre - Åge Lundström, cavaliere svedese (n. 1890)
- 26 settembre - Jacob Paludan, scrittore danese (n. 1896)
- 26 settembre - Conrad Hal Waddington, biologo britannico (n. 1905)
- 27 settembre - José Humberto Baena Alonso, attivista spagnolo (n. 1950)
- 27 settembre - Maurice Feltin, cardinale e arcivescovo cattolico francese (n. 1883)
- 27 settembre - Mark Frechette, attore statunitense (n. 1947)
- 27 settembre - Ángel Otaegui Echeverría, attivista spagnolo (n. 1942)
- 27 settembre - Roy Stryker, economista e fotografo statunitense (n. 1893)
- 28 settembre - William Platt, generale inglese (n. 1885)
- 29 settembre - Ruben Alfredo Andresen Leitão, giornalista, scrittore e storico portoghese (n. 1920)
- 29 settembre - Pavol Horov, poeta e traduttore slovacco (n. 1914)
- 29 settembre - Casey Stengel, allenatore di baseball e giocatore di baseball statunitense (n. 1890)
- 30 settembre - Giacomo Calandrone, politico, giornalista e sindacalista italiano (n. 1909)
- 30 settembre - Alfredo Elli, calciatore argentino

## Ottobre(78)
- 1º ottobre - Al Jackson Jr., batterista e musicista statunitense (n. 1935)
- 1º ottobre - Larry MacPhail, dirigente sportivo statunitense (n. 1890)
- 1º ottobre - Danijel Premerl, calciatore jugoslavo (n. 1904)
- 2 ottobre - Silvio Bompani, calciatore italiano (n. 1900)
- 2 ottobre - Mario Bonzano, ufficiale e aviatore italiano (n. 1906)
- 3 ottobre - Charles Lacquehay, ciclista su strada, pistard e ciclocrossista francese (n. 1897)
- 3 ottobre - Alberto Macchi, calciatore e allenatore di calcio italiano (n. 1909)
- 3 ottobre - Guy Mollet, politico francese (n. 1905)
- 3 ottobre - Pietro Torretta, mafioso italiano (n. 1912)
- 4 ottobre - Pepe Biondi, comico argentino (n. 1909)
- 4 ottobre - May Sutton, tennista statunitense (n. 1886)
- 6 ottobre - Henry Calvin, attore statunitense (n. 1918)
- 7 ottobre - Anatolij Dneprov, romanziere sovietico (n. 1919)
- 7 ottobre - Georges Frey, violinista francese (n. 1890)
- 7 ottobre - Boris Kniaseff, ballerino e pedagogo russo (n. 1900)
- 8 ottobre - Walter Felsenstein, attore e regista teatrale austriaco (n. 1901)
- 9 ottobre - Frithjof Sælen, ginnasta norvegese (n. 1892)
- 10 ottobre - Giulio De Nardo, scacchista italiano (n. 1901)
- 10 ottobre - August Dvorak, psicologo e insegnante statunitense (n. 1894)
- 10 ottobre - Norman Levinson, matematico statunitense (n. 1912)
- 10 ottobre - Gustav von Vaerst, generale tedesco (n. 1894)
- 10 ottobre - Lillian Walker, attrice statunitense (n. 1887)
- 12 ottobre - Sorelle De Marchi, insegnante italiana (n. 1902)
- 12 ottobre - Giorgio Vecchietti, giornalista e conduttore televisivo italiano (n. 1907)
- 14 ottobre - Manuel López Llamosas, calciatore spagnolo (n. 1900)
- 15 ottobre - Vittorio Clemente, poeta italiano (n. 1895)
- 15 ottobre - Renato Clerici, calciatore italiano (n. 1904)
- 16 ottobre - Hugh Adcock, calciatore inglese (n. 1903)
- 16 ottobre - Vittorio Gui, direttore d'orchestra e compositore italiano (n. 1885)
- 16 ottobre - Felice Porro, generale e aviatore italiano (n. 1891)
- 16 ottobre - Carlo Romano, attore, doppiatore e sceneggiatore italiano (n. 1908)
- 16 ottobre - Don Barclay, attore, artista e doppiatore statunitense (n. 1892)
- 16 ottobre - Lino Ziller, politico e partigiano italiano (n. 1908)
- 17 ottobre - Sandrino Contini Bonacossi, partigiano e scrittore italiano (n. 1914)
- 18 ottobre - Al Lettieri, attore statunitense (n. 1928)
- 19 ottobre - René Benedetti, violinista e docente francese (n. 1901)
- 21 ottobre - James Wilfred Cook, chimico inglese (n. 1900)
- 21 ottobre - Gunnar Holmberg, calciatore svedese (n. 1897)
- 21 ottobre - Charles Reidpath, velocista statunitense (n. 1889)
- 22 ottobre - Nino Bonanni, attore e doppiatore italiano (n. 1905)
- 22 ottobre - Gordon Hamilton-Fairley, oncologo australiano (n. 1930)
- 22 ottobre - Arnold J. Toynbee, storico inglese (n. 1889)
- 23 ottobre - Ugo Angelilli, politico italiano (n. 1897)
- 23 ottobre - Joseph De Craecker, schermidore belga (n. 1891)
- 23 ottobre - Leonora Lafayette, soprano statunitense (n. 1926)
- 23 ottobre - Michał Matyas, allenatore di calcio e calciatore polacco (n. 1910)
- 23 ottobre - Luigi Soffrido, calciatore e allenatore di calcio italiano (n. 1921)
- 24 ottobre - Réal Lemieux, hockeista su ghiaccio canadese (n. 1945)
- 24 ottobre - Cipriano Mera, anarchico, sindacalista e generale spagnolo (n. 1897)
- 25 ottobre - Wilhelm Blunk, calciatore tedesco (n. 1902)
- 25 ottobre - Vladimir Herzog, giornalista e drammaturgo brasiliano (n. 1937)
- 25 ottobre - Frank Puglia, attore italiano (n. 1892)
- 27 ottobre - Peregrino Anselmo, calciatore e allenatore di calcio uruguaiano (n. 1902)
- 27 ottobre - Georges Carpentier, pugile e attore francese (n. 1894)
- 27 ottobre - Eugène Faure, ciclista su strada francese (n. 1902)
- 27 ottobre - Rolf Nesch, pittore norvegese (n. 1893)
- 27 ottobre - H.V. Porter, dirigente sportivo e inventore statunitense (n. 1891)
- 27 ottobre - Giovanni Rossi, presbitero italiano (n. 1887)
- 27 ottobre - Ángela Ruiz Robles, scrittrice e inventrice spagnola (n. 1895)
- 27 ottobre - Rex Stout, scrittore statunitense (n. 1886)
- 28 ottobre - Angelo La Barbera, mafioso italiano (n. 1924)
- 28 ottobre - Dario Maestrini, medico, fisiologo e scienziato italiano (n. 1886)
- 28 ottobre - Ettore Maria Margadonna, sceneggiatore, giornalista e critico cinematografico italiano (n. 1893)
- 28 ottobre - Franz Marszalek, direttore d'orchestra e compositore tedesco (n. 1900)
- 28 ottobre - Oliver Nelson, sassofonista, clarinettista e compositore statunitense (n. 1932)
- 28 ottobre - Benediktas Rutkūnas, scrittore lituano (n. 1907)
- 28 ottobre - Stan Stutz, cestista e allenatore di pallacanestro statunitense (n. 1920)
- 28 ottobre - Edith Woodford-Grimes, sacerdotessa britannica (n. 1887)
- 29 ottobre - Francesco Gargano, schermidore italiano (n. 1896)
- 29 ottobre - Edmund Langley Hirst, chimico inglese (n. 1898)
- 30 ottobre - Rodolfo Ferrari, fisiologo, biologo e farmacologo italiano (n. 1904)
- 30 ottobre - Gustav Hertz, fisico tedesco (n. 1887)
- 30 ottobre - Andrés Mazali, calciatore uruguaiano (n. 1902)
- 31 ottobre - S. D. Burman, compositore indiano (n. 1906)
- 31 ottobre - Joseph Calleia, attore statunitense (n. 1897)
- 31 ottobre - Gabino Coria Peñaloza, poeta, scrittore e paroliere argentino (n. 1881)
- 31 ottobre - Alfred Heinrich, hockeista su ghiaccio tedesco (n. 1906)
- 31 ottobre - Oreste Mosca, giornalista e scrittore italiano (n. 1892)

## Novembre(98)
- 1º novembre - Doro Merande, attrice statunitense (n. 1892)
- 1º novembre - Jérôme Louis Rakotomalala, cardinale e arcivescovo cattolico malgascio (n. 1913)
- 1º novembre - Charles Seymour Wright, fisico e esploratore canadese (n. 1887)
- 2 novembre - Fausto Batignani, calciatore uruguaiano (n. 1903)
- 2 novembre - Giovanni Degni, allenatore di calcio e calciatore italiano (n. 1900)
- 2 novembre - Pier Paolo Pasolini, poeta, scrittore e regista italiano (n. 1922)
- 2 novembre - Giuseppe Vannucci, calciatore italiano (n. 1917)
- 3 novembre - Guglielmo Scalise, generale, diplomatico e iamatologo italiano (n. 1891)
- 4 novembre - Sheila Ryan, attrice statunitense (n. 1921)
- 5 novembre - Beqir Balluku, generale e politico albanese (n. 1917)
- 5 novembre - Annette Kellerman, nuotatrice e attrice australiana (n. 1887)
- 5 novembre - Ján Kostra, poeta, saggista e traduttore slovacco (n. 1910)
- 5 novembre - Julian C. Smith, generale statunitense (n. 1885)
- 5 novembre - Edward Lawrie Tatum, genetista statunitense (n. 1909)
- 5 novembre - Giovanni Tizzano, scultore italiano (n. 1889)
- 5 novembre - Lionel Trilling, critico letterario, scrittore e insegnante statunitense (n. 1905)
- 6 novembre - Umberto Caldora, storico italiano (n. 1924)
- 6 novembre - Vicente Feola, calciatore e allenatore di calcio brasiliano (n. 1909)
- 6 novembre - Ernst Hanfstaengl, imprenditore tedesco (n. 1887)
- 6 novembre - Shimun XXI Eshai, vescovo cristiano orientale siro (n. 1908)
- 6 novembre - Attilio Ortolani, attore italiano (n. 1897)
- 7 novembre - Angelo De Luca, politico italiano (n. 1904)
- 7 novembre - Rose Dolores, modella e attrice inglese (n. 1893)
- 7 novembre - John Carmel Heenan, cardinale e arcivescovo cattolico britannico (n. 1905)
- 7 novembre - Tat'jana Pavlovna Pavlova, attrice e regista teatrale russa (n. 1890)
- 7 novembre - Angelo Piffarerio, allenatore di calcio e calciatore italiano
- 8 novembre - Piero Dusio, imprenditore, calciatore e dirigente sportivo italiano (n. 1899)
- 8 novembre - Syvilla Fort, ballerina, coreografa e insegnante statunitense (n. 1917)
- 8 novembre - Charles Kieffer, canottiere statunitense (n. 1910)
- 9 novembre - Peder Henriksen, calciatore norvegese (n. 1890)
- 10 novembre - Milton Romney, giocatore di football americano statunitense (n. 1899)
- 11 novembre - Romolo Diecidue, politico italiano (n. 1900)
- 11 novembre - Pat Dunn, cestista statunitense (n. 1931)
- 11 novembre - Mina Witkojc, poetessa e giornalista tedesca (n. 1893)
- 12 novembre - Joe Bernstein, giocatore di poker statunitense (n. 1899)
- 12 novembre - Luigi Chiarini, critico cinematografico, sceneggiatore e regista italiano (n. 1900)
- 12 novembre - Siegfried Meier, calciatore tedesco orientale (n. 1924)
- 12 novembre - Violet Mersereau, attrice statunitense (n. 1892)
- 12 novembre - Gérard Prévot, scrittore belga (n. 1921)
- 13 novembre - Ol'ga Fëdorovna Berggol'c, poetessa sovietica (n. 1910)
- 13 novembre - Roberto Cantalupo, politico, diplomatico e saggista italiano (n. 1891)
- 13 novembre - Rosa Menni, pittrice e giornalista italiana (n. 1889)
- 13 novembre - Robert Cedric Sherriff, scrittore e sceneggiatore inglese (n. 1896)
- 14 novembre - Harry Jacob Anslinger, funzionario e diplomatico statunitense (n. 1892)
- 14 novembre - Mario Federici, commediografo e poeta italiano (n. 1900)
- 14 novembre - Alessandro Gatta, politico italiano (n. 1899)
- 14 novembre - Pietro Riccio, politico italiano (n. 1921)
- 14 novembre - Harvey Sacks, sociologo e linguista statunitense (n. 1935)
- 15 novembre - Robert Boutruche, medievista francese (n. 1904)
- 15 novembre - Enrico Merzoni, calciatore italiano (n. 1923)
- 15 novembre - John Moir, cestista statunitense (n. 1917)
- 16 novembre - Agustín Pagola Gómez, calciatore sovietico (n. 1922)
- 16 novembre - János Kmetty, pittore ungherese (n. 1889)
- 16 novembre - Karel Opočenský, scacchista cecoslovacco (n. 1892)
- 17 novembre - Kay Johnson, attrice statunitense (n. 1904)
- 17 novembre - Vittorio Necchi, imprenditore italiano (n. 1898)
- 19 novembre - Viktor Avdjuško, attore sovietico (n. 1925)
- 19 novembre - Henning Bødtker, avvocato norvegese (n. 1891)
- 19 novembre - Jean Ducret, calciatore francese (n. 1887)
- 19 novembre - Ettore Masetti, calciatore italiano (n. 1896)
- 19 novembre - Elizabeth Taylor, scrittrice britannica (n. 1912)
- 20 novembre - Livio Franceschini, cestista e pittore italiano (n. 1913)
- 20 novembre - Francisco Franco, generale e politico spagnolo (n. 1892)
- 20 novembre - Leon Hefflin Sr., imprenditore, dirigente d'azienda e manager statunitense (n. 1898)
- 21 novembre - Detto Dalmastro, partigiano, politico e dirigente d'azienda italiano (n. 1907)
- 21 novembre - Gunnar Gunnarsson, scrittore islandese (n. 1889)
- 21 novembre - Fritz Semb-Thorstvedt, calciatore norvegese (n. 1892)
- 21 novembre - François de Roubaix, musicista e compositore francese (n. 1939)
- 22 novembre - Oskar Perron, matematico tedesco (n. 1880)
- 23 novembre - Arvo Askola, mezzofondista finlandese (n. 1909)
- 23 novembre - Leslie Boardman, nuotatore australiano (n. 1889)
- 23 novembre - Franco Gorgone, imprenditore italiano (n. 1908)
- 24 novembre - Betty Brown, attrice statunitense (n. 1892)
- 24 novembre - Nicola Lisi, scrittore italiano (n. 1893)
- 24 novembre - Giuseppe Marcantonio, partigiano italiano (n. 1901)
- 24 novembre - Paul Vogel, direttore della fotografia statunitense (n. 1899)
- 25 novembre - Moyna MacGill, attrice inglese (n. 1895)
- 26 novembre - Giuseppe Della Valle, calciatore italiano (n. 1899)
- 26 novembre - Vittoria Mongardi, cantante e attrice italiana (n. 1926)
- 27 novembre - Gonzalo Aparicio, cestista ecuadoriano (n. 1918)
- 27 novembre - Mór Korach, ingegnere chimico ungherese (n. 1888)
- 27 novembre - Alberto Massimino, ingegnere italiano (n. 1895)
- 27 novembre - Ross McWhirter, scrittore, attivista e conduttore televisivo inglese (n. 1925)
- 27 novembre - Nicola Papa, allenatore di calcio e calciatore italiano (n. 1897)
- 28 novembre - Pietro Barone, ammiraglio italiano (n. 1881)
- 28 novembre - Érico Veríssimo, scrittore brasiliano (n. 1905)
- 29 novembre - Tony Brise, pilota di Formula 1 britannico (n. 1952)
- 29 novembre - Heinrich Grüber, teologo tedesco (n. 1891)
- 29 novembre - Graham Hill, pilota automobilistico britannico (n. 1929)
- 29 novembre - Willem van Loon, tiratore di fune olandese (n. 1891)
- 29 novembre - Emanuele Morselli, economista italiano (n. 1899)
- 30 novembre - Bill Davis, cestista statunitense (n. 1920)
- 30 novembre - Indrasakdi Sachi, sovrana siamese (n. 1902)
- 30 novembre - Aleksandăr Lûdskanov, traduttore bulgaro (n. 1926)
- 30 novembre - Klaus Patau, biologo tedesco (n. 1908)
- 30 novembre - Fausto Pirandello, pittore italiano (n. 1899)
- 30 novembre - Franz Runge, calciatore austriaco (n. 1904)
- 30 novembre - Guido Trentini, pittore italiano (n. 1889)

## Dicembre(104)
- 1º dicembre - Cliff Britton, calciatore e allenatore di calcio inglese (n. 1909)
- 1º dicembre - Nellie Fox, giocatore di baseball statunitense (n. 1927)
- 1º dicembre - Ranganathan Francis, hockeista su prato indiano (n. 1920)
- 1º dicembre - Ernesto Maserati, pilota automobilistico, ingegnere e imprenditore italiano (n. 1898)
- 1º dicembre - Conrad Patzig, ammiraglio tedesco (n. 1888)
- 1º dicembre - Alberto Del Monte, filologo e ispanista italiano (n. 1924)
- 2 dicembre - Joseph Brendan Houlihan, missionario e vescovo cattolico irlandese (n. 1911)
- 2 dicembre - E. W. Emo, regista cinematografico austriaco (n. 1898)
- 2 dicembre - Hans Johner, scacchista e compositore di scacchi svizzero (n. 1889)
- 4 dicembre - Hannah Arendt, storica, filosofa e politologa tedesca (n. 1906)
- 4 dicembre - Guerrino Tomasoni, ciclista su strada italiano (n. 1918)
- 5 dicembre - Paul Deydier, schermidore francese (n. 1908)
- 5 dicembre - Constance McLaughlin Green, storica statunitense (n. 1897)
- 5 dicembre - Carlo Villa, calciatore italiano (n. 1912)
- 6 dicembre - Pierre Bost, scrittore, sceneggiatore e giornalista francese (n. 1901)
- 6 dicembre - Per Collinder, astronomo svedese (n. 1890)
- 6 dicembre - Michel Dujon, sciatore alpino francese (n. 1956)
- 6 dicembre - Franco Pesce, direttore della fotografia e attore italiano (n. 1890)
- 6 dicembre - Giuseppe Trabucchi, politico e avvocato italiano (n. 1904)
- 7 dicembre - Aniceto Del Massa, scrittore, esoterista e astrologo italiano (n. 1898)
- 7 dicembre - Hardie Albright, attore statunitense (n. 1903)
- 7 dicembre - Beatrix Loughran, pattinatrice artistica su ghiaccio statunitense (n. 1900)
- 7 dicembre - Alberto Molina, allenatore di calcio e calciatore italiano (n. 1921)
- 7 dicembre - Thornton Wilder, drammaturgo e scrittore statunitense (n. 1897)
- 8 dicembre - Peder Andersen Fisker, imprenditore danese (n. 1875)
- 8 dicembre - Theodosius Dobzhansky, genetista e biologo sovietico (n. 1900)
- 8 dicembre - Plínio Salgado, politico, scrittore e teologo brasiliano (n. 1895)
- 8 dicembre - Gary Thain, bassista neozelandese (n. 1948)
- 9 dicembre - Camillo Bellieni, politico e storico italiano (n. 1893)
- 9 dicembre - William A. Wellman, regista statunitense (n. 1896)
- 9 dicembre - Faustino Zugno, politico e funzionario italiano (n. 1914)
- 10 dicembre - Gerardo Bruni, bibliotecario e politico italiano (n. 1896)
- 10 dicembre - Boy Charlton, nuotatore australiano (n. 1907)
- 10 dicembre - Giovanni Zucca, calciatore italiano (n. 1907)
- 11 dicembre - Nihal Atsız, attivista, scrittore e poeta turco (n. 1905)
- 11 dicembre - Bruno Bagnoli, ceramista e scultore italiano (n. 1914)
- 11 dicembre - Antonio Mura, poeta e scrittore italiano (n. 1926)
- 11 dicembre - Primitivo Villacampa, calciatore spagnolo (n. 1913)
- 12 dicembre - Aleksej Ermolaev, danzatore e coreografo russo (n. 1910)
- 12 dicembre - Walter Sköld, calciatore svedese (n. 1910)
- 13 dicembre - Cyril Delevanti, attore britannico (n. 1889)
- 13 dicembre - Marie Šedivá, schermitrice cecoslovacca (n. 1908)
- 13 dicembre - Woo Sang-kwon, calciatore sudcoreano (n. 1929)
- 14 dicembre - Mongezi Feza, trombettista, flautista e compositore sudafricano (n. 1945)
- 14 dicembre - Nuccio Fiorda, compositore e direttore d'orchestra italiano (n. 1894)
- 14 dicembre - Rose Pauly, soprano ungherese (n. 1894)
- 14 dicembre - Leandro Sorio, anarchico italiano (n. 1899)
- 14 dicembre - Arthur Treacher, attore britannico (n. 1894)
- 15 dicembre - Anselmo Contu, politico e giurista italiano (n. 1900)
- 15 dicembre - Shigeyoshi Inoue, ammiraglio giapponese (n. 1889)
- 15 dicembre - Émile Pelletier, politico e funzionario francese (n. 1898)
- 16 dicembre - Italo Breviglieri, calciatore italiano (n. 1904)
- 16 dicembre - Augusto Di Giovanni, attore italiano (n. 1900)
- 16 dicembre - Kang Sheng, politico cinese (n. 1898)
- 16 dicembre - Silvestro Pisa, calciatore e allenatore di calcio argentino (n. 1916)
- 17 dicembre - Armando Buso, pittore e incisore italiano (n. 1914)
- 17 dicembre - Harold Pearl, illustratore britannico (n. 1914)
- 17 dicembre - György Páros, compositore di scacchi ungherese (n. 1910)
- 17 dicembre - Hound Dog Taylor, cantante e chitarrista statunitense (n. 1915)
- 17 dicembre - Noble Sissle, compositore, paroliere e cantante statunitense (n. 1889)
- 17 dicembre - Frank Sully, attore statunitense (n. 1908)
- 18 dicembre - Omar Benjelloun, attivista, sindacalista e giornalista marocchino (n. 1933)
- 18 dicembre - George Fissler, nuotatore statunitense (n. 1906)
- 18 dicembre - Earle Wheeler, generale statunitense (n. 1908)
- 18 dicembre - Léon de Poncins, giornalista e saggista francese (n. 1897)
- 19 dicembre - Filandro De Collibus, avvocato e politico italiano (n. 1889)
- 19 dicembre - Henk Hordijk, calciatore olandese (n. 1893)
- 19 dicembre - Minoru Kitani, giocatore di go giapponese (n. 1909)
- 19 dicembre - René Maheu, insegnante e funzionario francese (n. 1905)
- 20 dicembre - William Lundigan, attore statunitense (n. 1914)
- 21 dicembre - Jacques Berlioz, zoologo francese (n. 1891)
- 21 dicembre - Rowland V. Lee, regista, sceneggiatore e produttore cinematografico statunitense (n. 1891)
- 21 dicembre - Pasquale Morino, pittore italiano (n. 1904)
- 22 dicembre - Anatolij Vlasov, fisico russo (n. 1908)
- 22 dicembre - Madame Yevonde, fotografa britannica (n. 1893)
- 23 dicembre - Roger Pennès, generale e aviatore francese (n. 1883)
- 24 dicembre - Otto Christian Archibald von Bismarck, nobile, diplomatico e politico tedesco (n. 1897)
- 24 dicembre - Bernard Herrmann, compositore e direttore d'orchestra statunitense (n. 1911)
- 24 dicembre - Tilly Losch, ballerina, coreografa e attrice austriaca (n. 1903)
- 24 dicembre - Rosita Pisano, attrice italiana (n. 1919)
- 24 dicembre - Erich Schröder, calciatore tedesco (n. 1898)
- 25 dicembre - Gustavo Conforti, attore italiano (n. 1879)
- 25 dicembre - Giulio De Iuliis, politico italiano (n. 1924)
- 25 dicembre - Gaston Gallimard, editore francese (n. 1881)
- 25 dicembre - Marino Lazzari, letterato italiano (n. 1883)
- 25 dicembre - Iliazd, artista sovietico (n. 1894)
- 26 dicembre - Francisco Azorín, architetto e politico spagnolo (n. 1885)
- 26 dicembre - Furio Cicogna, imprenditore, dirigente d'azienda e dirigente sportivo italiano (n. 1891)
- 26 dicembre - Lino Curci, poeta italiano (n. 1912)
- 26 dicembre - György Hóri, calciatore ungherese (n. 1909)
- 27 dicembre - Lucien Marius Gustave Cayol, ammiraglio francese (n. 1882)
- 27 dicembre - Maria De Unterrichter Jervolino, pedagogista, insegnante e politica italiana (n. 1902)
- 27 dicembre - Carl Hans Lungershausen, generale tedesco (n. 1886)
- 27 dicembre - Adriano Spilimbergo, pittore italiano (n. 1908)
- 28 dicembre - Raffaele Bagnulo, esperantista e giurista italiano (n. 1879)
- 28 dicembre - Antonio Ferri, ingegnere italiano (n. 1912)
- 28 dicembre - Aleksej Illarionovič Kiričenko, politico e generale sovietico (n. 1908)
- 29 dicembre - Sigurd Lewerentz, architetto svedese (n. 1885)
- 29 dicembre - Tiberiu Popoviciu, matematico rumeno (n. 1906)
- 30 dicembre - Rodolfo Agostini, calciatore e allenatore di calcio italiano (n. 1916)
- 30 dicembre - Hermann Paul Müller, pilota motociclistico tedesco (n. 1909)
- 30 dicembre - Matti Simola, cestista e allenatore di pallacanestro finlandese (n. 1926)
- 31 dicembre - Georges Cuisenaire, pedagogo, insegnante e inventore belga (n. 1891)
- 31 dicembre - Sultan bin Sa'ud Al Sa'ud, principe, militare e dirigente sportivo saudita (n. 1939)

## Senza giorno specificato(78)
- Bas Jan Ader, artista olandese (n. 1942)
- Marion Polk Angellotti, scrittrice statunitense (n. 1887)
- Oreste Badellino, latinista e lessicografo italiano (n. 1896)
- Alula Baldassarini, ingegnere italiano (n. 1887)
- Vincenzo Balocchi, fotografo italiano (n. 1892)
- Umberto Banchelli, giornalista italiano (n. 1891)
- Ernst Baylon, schermidore austriaco (n. 1903)
- Ivo Bazzechi, fotografo italiano (n. 1920)
- Nino Bertolaia, schermidore e dirigente sportivo italiano (n. 1905)
- Giovanni Braggion, artista e decoratore italiano (n. 1885)
- Sante Brinati, politico e antifascista italiano (n. 1900)
- Charlie Bunyan, calciatore inglese (n. 1892)
- Bui Tuong Phong, informatico vietnamita (n. 1942)
- Milo Campari, calciatore italiano (n. 1912)
- Renato Cappellini, calciatore italiano (n. 1914)
- Salvatore Cardella, architetto italiano (n. 1896)
- Roberto Carignani, pittore italiano (n. 1894)
- Enrico Carmassi, scultore italiano (n. 1897)
- Eustachio Catalano, pittore italiano (n. 1893)
- Giorgio Alberto Chiurco, medico e patologo italiano (n. 1895)
- Giuseppe Colosi, biologo italiano (n. 1892)
- Marcello Cortopassi, direttore d'orchestra, compositore e arrangiatore italiano (n. 1900)
- Lea D'Avanzo, scultrice italiana (n. 1898)
- Enrico Demma, cantante e attore teatrale italiano (n. 1890)
- Stuart Dodd, sociologo statunitense (n. 1900)
- Cristoforo Fracassi Ratti Mentone di Torre Rossano, nobile e diplomatico italiano (n. 1900)
- James Gammell, generale britannico (n. 1892)
- Renato Gardini, calciatore italiano (n. 1921)
- Emilio Garro, scrittore, giornalista e religioso italiano (n. 1887)
- Giuseppe Ghedina, alpinista italiano (n. 1921)
- Emilio Grau Sala, pittore spagnolo (n. 1911)
- Giovanni Innocenti, calciatore italiano (n. 1888)
- Jack Johnson, calciatore inglese (n. 1919)
- Bob Karp, fumettista statunitense (n. 1911)
- Berthold Klinghofer, pittore rumeno (n. 1899)
- Arturo Lanteri, fumettista e regista argentino (n. 1891)
- Theodore A. Liebler Jr., sceneggiatore e produttore teatrale statunitense (n. 1886)
- Guido Mancini, politico italiano (n. 1880)
- Giulio Marzot, critico letterario italiano (n. 1901)
- Armando Maugini, agronomo italiano (n. 1889)
- Thorp McClusky, scrittore statunitense (n. 1906)
- John Meyers, pallanuotista e nuotatore statunitense (n. 1880)
- Luciano Miori, politico italiano (n. 1895)
- Angelo Molinari, imprenditore italiano (n. 1893)
- Federico Morgante, pittore italiano (n. 1898)
- Mark Mračnyj, scrittore sovietico (n. 1892)
- Ross Nichols, storico delle religioni e poeta britannico (n. 1902)
- Oddo Aliventi, scultore italiano (n. 1898)
- Giulio Palma di Cesnola, generale e aviatore italiano (n. 1883)
- Lilī Paschalidou-Theodōridou, greca (n. 1911)
- Aldo Pasetti, giornalista e scrittore italiano (n. 1903)
- Francesco Pellegrino, compositore e direttore di banda italiano (n. 1910)
- Dino Peretti, attore italiano
- Flora Perini, mezzosoprano italiano (n. 1887)
- Renzo Picasso, architetto, ingegnere e urbanista italiano (n. 1880)
- Gustavo Pittaluga, compositore, direttore d'orchestra e saggista spagnolo (n. 1906)
- Al Polizzi, mafioso italiano (n. 1901)
- Gianni Pons, sceneggiatore e regista italiano (n. 1909)
- Josef Prager, calciatore austriaco (n. 1886)
- Guglielmo Quadrotta, giornalista, scrittore e editore italiano (n. 1888)
- Celio Rabotti, politico italiano (n. 1896)
- Francesco Maria Salvi, imprenditore e dirigente d'azienda italiano (n. 1897)
- Ettore Sannino, scultore e pittore italiano (n. 1897)
- Harold e Dorothy Smith, attore britannico (n. 1889)
- Carlo Someda de Marco, pittore, critico d'arte e storico dell'arte italiano (n. 1891)
- Cami Stone, fotografa belga (n. 1892)
- Jim Sullivan, cantante e chitarrista statunitense (n. 1940)
- Maria Teohari, astronoma e insegnante rumena (n. 1885)
- Paul Vacher, profumiere francese
- Stavro Vinjau, politico e avvocato albanese (n. 1893)
- Ferruccio Vosilla, militare e aviatore italiano (n. 1905)
- Robert Wedderburn, statistico britannico (n. 1947)
- Cili Vethekam, scrittrice tedesca (n. 1921)
- Veniamin Pavlovič Žechovskij, astronomo russo (n. 1881)
- Zihlathi Ndwandwe/Mkhatjwa, regina swati
- Nasser bin Sa'ud Al Sa'ud, principe e militare saudita (n. 1954)
- Antonio de Bolòs y Vaireda, botanico spagnolo (n. 1889)
- Caridad Mercader, guerrigliera spagnola (n. 1892)